# Дженоа

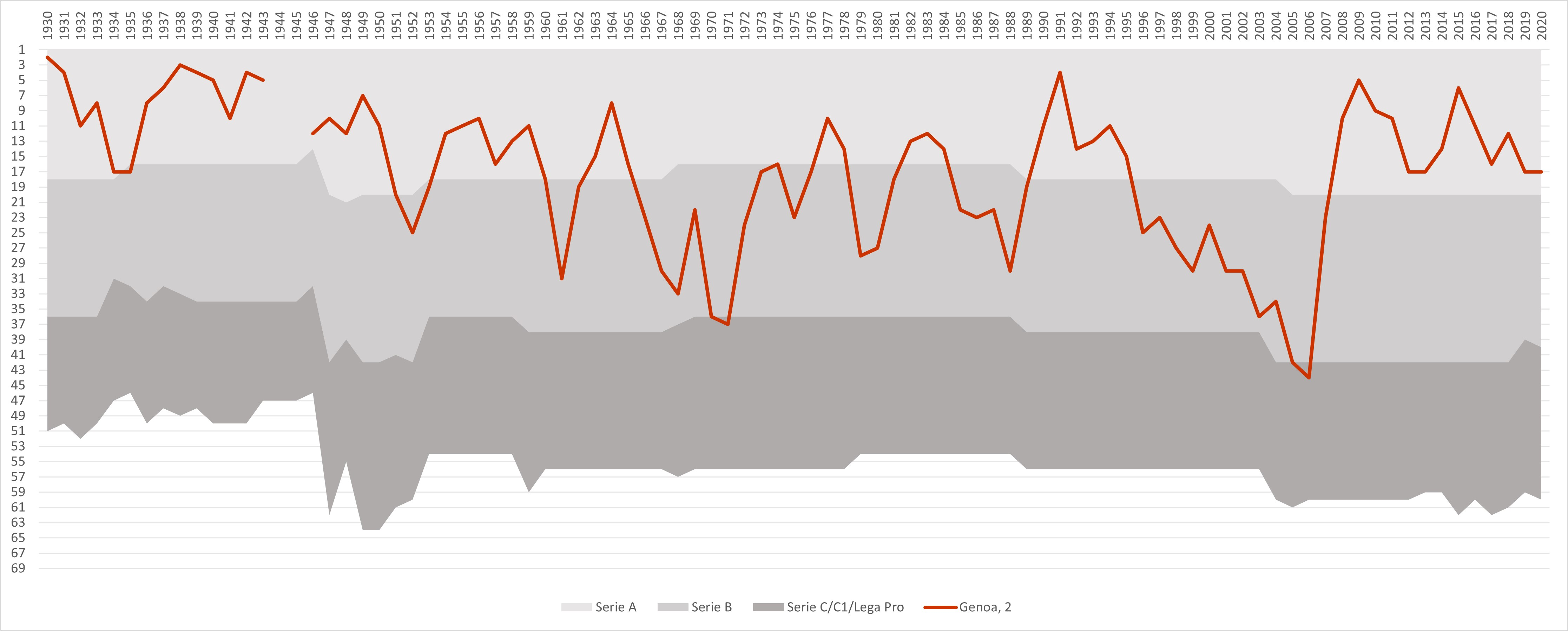
Виступи «Дженоа» у чемпіонатах Італії з першого сезону єдиної Серії А (1929/30).

Футбольний клуб «Дженоа» (італ. Genoa Cricket and Football Club 1893) — італійський футбольний клуб з міста Генуя. Виступає у Серії A.
Був заснований 7 вересня 1893 року і є найстарішим нині діючим футбольним клубом країни.
За свою довгу історію «Дженоа» дев'ять разів вигравала чемпіонат Італії. Перший титул «Дженоа» здобула у першому чемпіонаті в 1898 році, а останній — у сезоні 1923/24 років. Клуб також один раз виграв Кубок Італії. Історично «Дженоа» є четвертим італійським клубом за кількістю виграних чемпіонатів.
З 1911 року клуб проводить свої домашні матчі на стадіоні Луїджі Ферраріс. З 1946 року арену «Дженоа» ділить із новоствореною командою «Сампдорія». Зустрічі між цими двома командами дістали назву Derby della Lanterna («Ліхтарне дербі», назва якого походить від генуезького маяка). «Дженоа» провела більшу частину своєї післявоєнної історії, балансуючи Серією А та Серією В, з двома короткими періодами виступів у Серії С.

## Історія

### Перші роки

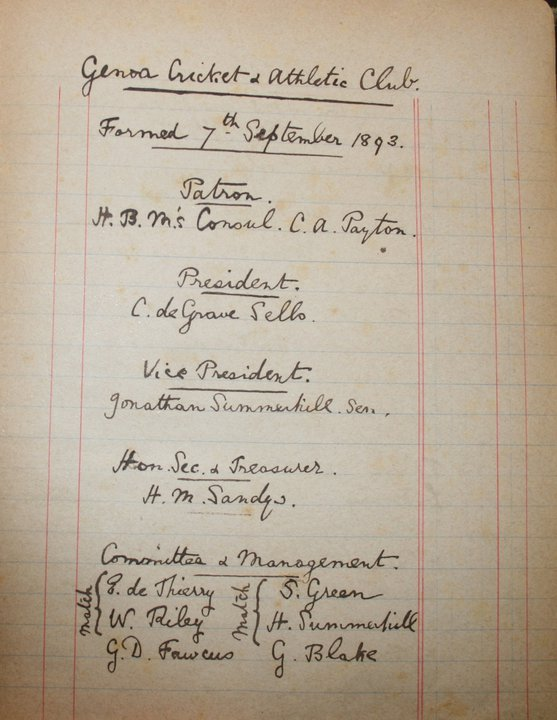
Акт про заснування «Дженоа». Вересень 1893 року.

Клуб був заснований 7 вересня 1893 року під назвою Genoa Cricket & Athletic Club. У перші роки свого існування він в основному брав участь у змаганнях з легкої атлетики та крикету, а футбольна секція мала другорядне значення Оскільки клуб був створений британцями, оригінальні футболки, які носила команда, були білими, того самого кольору, що й футболки збірної Англії. Спочатку італійцям не дозволяли вступати до організації, оскільки це був британський спортивний клуб за кордоном. Клуб «Дженоа» розміщувався на північному заході міста в районі Кампассо, на майданчику П'яцца д'Армі. Засновниками клубу були: Чарльз Де Грейв Селлс, який став першим президентом «Дженоа», Джордж Блейк, С. Грін, В. Райлі, Джордж Фовкус, Г. М. Сендіс, Генрі Де Тьєррі, Джонатан Саммергіл-старший, Джонатан Саммергіл-молодший, а також Чарльз Альфред Пейтон, баронет Британської імперії і генеральний консул Її Величності королеви Вікторії в Генуї. Клуб проводив змагання з різних командних та індивідуальних видів спорту, особливо англосаксонської традиції, наприклад, крикет, водне поло чи футбол. Генуя з відкриттям Суецького каналу перетворилася на важливий торговий порт, серед яких була велика кількість британців і гравці клубу любили практикувати свої спортивні традиції тут, часто конкуруючи зі співвітчизниками з екіпажів кораблів, які зупинялись у місті.
З часом з огляду на значний місцевий інтерес, британці зрозуміли, що навіть в Італії британський футбол може мати таку ж популярність і поширення, як це вже було в Англії. У 1896 році, через три роки після заснування клубу, до Генуї прибув британський лікар Джеймс Спенслі, який 10 квітня 1897 року став творцем «Дженоа» як суто футбольного клубу. На той час це був один із найстаріших клубів в італійському футболі, єдиними іншими заснованими клубами було чотири команди в Турині.
Італійцям було дозволено приєднатися до клубу, який перебазувався на новий майданчик в районі Понте Каррега. Перший товариський футбольний матч клубу відбувся 6 січня 1898 року вдома проти збірної команди Турина, складеної з гравців «Інтернаціонале Торіно» та «Торінезе». «Дженоа» програло з рахунком 0:1. Незабаром після цього «Дженоа» здобуло першу перемогу, обігравши на виїзді клуб «Алессандрія» (2:0). Товариські ігри також відбулися проти різних британських моряків, наприклад з лінкору HMS Revenge.

### Домінування в чемпіонаті

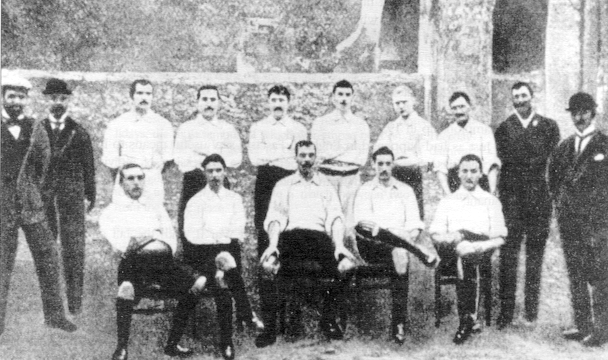
«Дженоа» у 1898 році, перший в історії переможець чемпіонату Італії.

Футбол в Італії почав розвиватися зі створенням Італійської федерації футболу та чемпіонату Італії з футболу. «Дженоа» брала участь у першому чемпіонаті Італії 1898 році, який пройшов у Турині на велодромі Умберто І і тривав один день, 8 травня. У своїй першій офіційній грі генуезці перемогли туринську «Гіннастіку» з рахунком 2:1, а пізніше того ж дня виграли перший чемпіонат, обігравши «Інтернаціонале Торіно» з рахунком 2:1 в додатковий час. Перший чемпіонський склад був таким: Вільям Бейрд (воротар, травмований під час фіналу), Фаусто Гільотті (воротар і лівий захисник), Ернесто Де Галлеані (правий захисник), Енріко Пастер (півзахисник), Джеймс Спенслі (захисник і капітан), Джованні Боччардо (лівий півзахисник), Сільвіо П'єро Бертолло (півзахисник), Джон Кертьє Ле Пеллі (півзахисник), Анрі Дапплз (центральний нападник), Волліс Гільйоне (півзахисник) і Норман Віктор Лівер (правий півзахисник і нападник).
2 січня 1899 року Спенслі, аби наголосити вид спорту, який найбільше практикують члени клубу і який уже приніс їм чемпіонство, запропонував змінити назву на Клуб крикету та футболу (італ. Genoa Cricket & Football Club) і під цією назвою команда взяла участь у наступному чемпіонаті/ Також відбулась зміна кольорів клубу і замість білих футболок з'явились біло-блакитні вертикальні смуги, за що команда дістала прізвисько «б'янкоблу» (італ. biancoblù). Другий чемпіонат тривав два тижні, але «Дженоа» як фіналіст одразу потрапила до фіналу і виграла свій другий титул лише за підсумками одного матчу, який відбувся 16 квітня 1899 року, вдруге перемігши «Інтернаціонале Торіно», цього разу з рахунком 3:1.
У чемпіонаті 1900 року «Дженоа» втретє поспіль стала чемпіоном, спочатку перемігши місцевих суперників «Самп'єрдаренезе» з рахунком 7:0 і встановивши таким чином рекорд результативності турніру, якого не могла побити жодна команда в лізі до 1910 року. У другому матчі, який був фіналом чемпіонату, генуезці з рахунком 3:1 обіграли «Торінезе»
Перед чемпіонатом 1901 року «Дженоа» знову змінила свої клубні кольори, взявши свої знамениті червоно-сині барви, які використовує й донині і тому стала відома як россоблу (італ. Rossoblù). У цьому турнірі генуезці вперше стали другими, програвши у фіналі «Мілану» 0:3, але у наступному турнірі 1902 року «Дженоа» взяла реванш у міланців, обігравши їх у фіналі 2:0. У подальші два сезони генуезці зберігали за собою звання чемпіона Італії, в обох випадках обігруючи у фіналі «Ювентус» (3:0 і 1:0 відповідно).

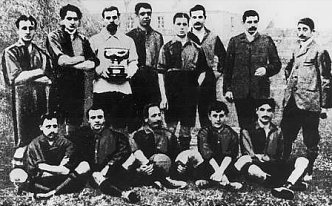
Переможець чемпіонату 1903 року «Дженоа».

Тоді ж «Дженоа» стала першою італійською футбольною командою, яка зіграла міжнародний матч, коли вони відвідали Францію 27 квітня 1903 року, де зіграли з командою Ніцци, вигравши матч з рахунком 3:0. Крім перемоги в чемпіонаті Італії в 1904 році, цей рік був також визначним тим, що клуб створив молодіжну команду, яка виграла перший сезон другого дивізіону Італії.
Починаючи з турніру 1905 року, коли вони посіли 2-ге місце у чемпіонаті, «Дженоа» втратило позиції в Італії, а інші клуби, такі як «Ювентус», «Мілан» і «Про Верчеллі» активізувалися. У 1906 році «Дженоа» знову не змогло перемогти, посівши 3-тє місце після «Мілана» та «Ювентуса», а 18 березня матч проти «Ювентуса» в Турині був припинений через перше в історії італійського футболу вторгнення вболівальників на поле. Матч було переграно 1 квітня в Мілані на нейтральному полі, і перші два спеціальні фан-поїзди були організовані з Турина та Генуї.

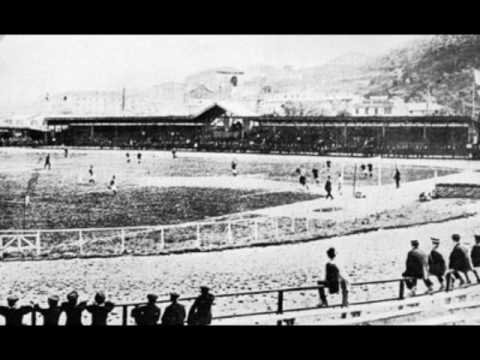
Стадіон «Марассі» під час матчу-відкриття «Дженоа» — «Інтернаціонале». 22 січня 1911 року.

1907 року «Дженоа» вперше залишилося без медалей чемпіонату, не пройшовши попередній раунд, а на турнір 1908 року Італійська футбольна федерація вирішила заборонити використання іноземних гравців. З моменту створення «Дженоа» завжди мало велику кількість британських футболістів, тому команда, як і кілька інших провідних клубів країни, таких як «Мілан», «Торіно» та «Фіренце», відмовилась від участі у турнірі. Наступного сезону федерація скасувала це рішення, і «Дженоа» повернулось до змагань, маючи у своєму складі таких гравців як Луїджі Ферраріс, а також кількох легіонерів зі Швейцарії, зокрема Даніеля Хуга, який прийшов з «Базеля», але генуезька команда вилетіла у півфіналі від «Про Верчеллі» (2:3, 1:1). Тоді ж виникла ідея будівництва нового стадіону «Марассі» в однойменному районі Генуї, який на момент завершення будівництва мав місткість 25 000 і був порівнянний з британськими стадіонами того часу. Він був офіційно відкритий 22 січня 1911 року матчем між «Дженоа» та «Інтером», а у 1933 році стадіон отримав ім'я капітана «Дженоа» та героя Першої світової війни Луїджі Ферраріса, яке носить і донині.

### Період Гарбатта
«Дженоа» тривалий час залишалось без чемпіонства і нове керівництво россоблу було сповнене рішучості повернути титул чемпіона Італії до Генуї. В результаті у 1912 році вони запросили професіонального тренера Вільяма Гарбатта, колишнього англійського футболіста, якому через серйозну травму довелося достроково припинити кар'єру футболіста, після чого він переїхав до Генуї, де працював вантажником у порту. Гарбатт став першим професіональним тренером в історії італійського футболу і був відомий своєю харизмою, а також тим, що постійно курив свою люльку. Гравці охрестили його «містером» і з тих пір італійці взагалі називають тренерів цим терміном.
Влітку 1913 року шотландець Джордж Девідсон став головою клубу і розпочав підсилення команди, запросивши до команди зокрема Ренцо Де Веккі. Також у 1913 році Девідсон, порушуючи правила Федерації, найняв футболістів Арістодемо Сантамарію та Енріко Сарді, які виступали за інший генуезький клуб «Андреа Доріа». Гравців, які з'явилися в банку, щоб перевести чек в готівку, впізнав касир, фанат «Дорії», який і повідомив Федерацію, що «Дженоа» оплачує виступи своїх гравців, незважаючи на те, що професіональний футбол був заборонений. В результаті команді могло загрожувати виключення з чемпіонату, але все обійшлось лише дискваліфікацією гравців.
За кілька років до того була створена збірна Італії з футболу і «Дженоа» відіграла важливу роль у становленні команди, оскільки Гарбатт з 1 травня 1913 року по 17 травня наступного року був головним тренером збірної, а такі футболісти клубу як Ренцо Де Веккі (який деякий час навіть був капітаном «адзуррі»), Едоардо Маріані та Енріко Сарді були основними гравцями збірної.

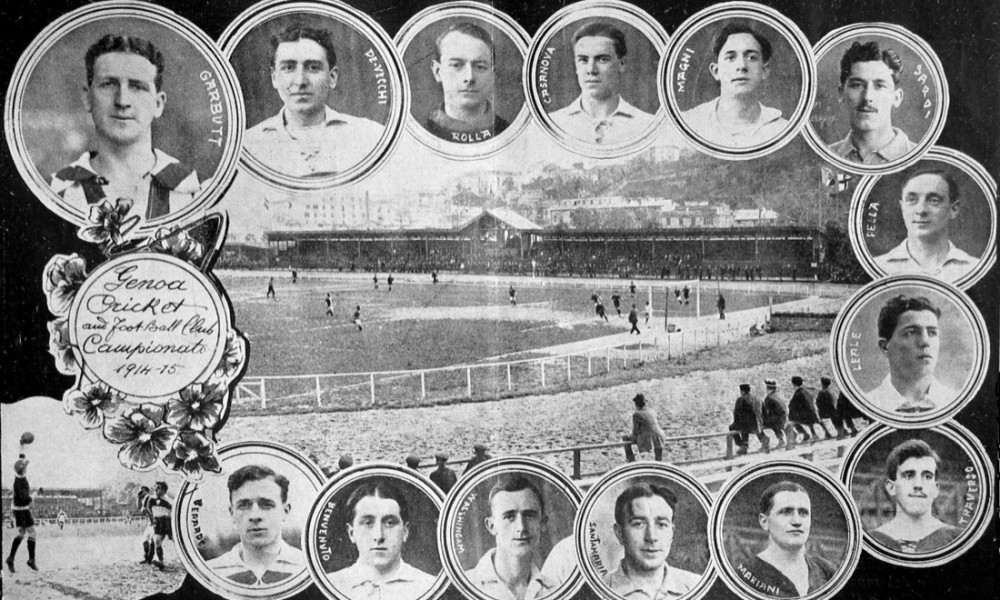
Чемпіонський склад «Дженоа» сезону 1914/15.

Тренер Гарбатт приніс передові методи тренувань в Італію, і з приходом двох яскравих британських нападників, Джона Гранта і Персі Волсінгема, «Дженоа» одразу повернулося на високий рівень і в сезоні 1913/14 вони лише на 2 очки відстали від чемпіона Північної Італії клубу «Казале», яке в підсумку і потрапило до національного фіналу, де обіграло «Лаціо» та стало чемпіоном країни.
Втім вже наступного сезону 1914/15 «Дженоа» змогло взяти реванш і виграти титул чемпіона Північної Італії. Однак цього сезону національний фінал не міг бути зіграний через початок Першої світової війни, крім того турнір у Південній Італії також не встигли завершити, тому «Дженоа» не мала команди, з якою б можна було зіграти і в 1919 році, після закінчення війни, федерація офіційно визнала генуезький клуб чемпіоном Італії, і цей титул став їх першим за одинадцять сезонів. Втім війна завдала серйозних наслідків для клубу, оскільки гравці Луїджі Ферраріс, Адольфо Гнекко, Карло Марассі, Альберто Суссоне та Клаудіо Казанова загинули під час бойових дій в Італії, у той час як засновник клубу, Джеймс Спенслі був убитий у Німеччині.
Після війни «Дженоа» змушена була компенсувати втрати. Так, були запрошені молоді таланти лігурійського футболу, як-от воротар Джованні Де Пра, майбутній лідер клубу і збірної Італії, та захисник Дельфо Белліні, який згодом виграв бронзу Олімпіади 1928 року. У півзахисті з'явилась зіркова трійка Оттавіо Барб'єрі (праворуч), Етторе Леале, (ліворуч), і Луїджі Бурландо (в центрі), які разом виступали і за збірну, а в нападі себе яскраво проявляв ще один збірник Арістодемо Сантамарія, який повернувся до Генуї після виступів за «Новезе». З такими гравцями «Дженоа» знову стало однією з найсильніших команд країни і мала численних уболівальників по всій Італії та Аргентині, куди мігрували багато генуезців. Також клуб став першою італійською командою, що організувала тур в Південній Америці, Аргентині та Уругваї, де вони грали проти місцевих збірних.

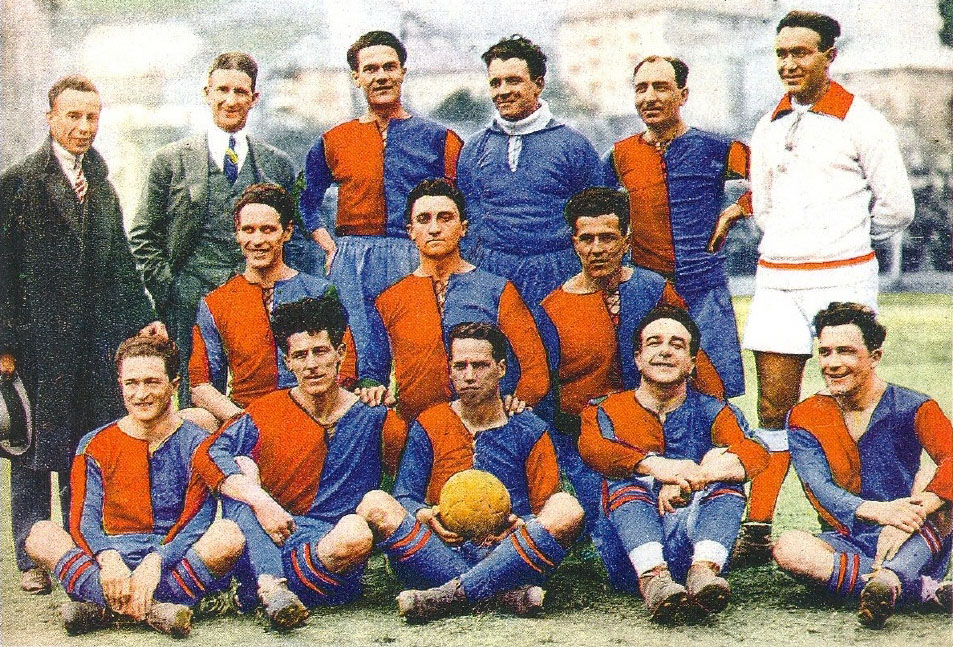
Команда «Дженоа», чемпіон Італії 1924 року.

У сезоні 1921/22 «Дженоа» вийшло у фінал чемпіонату Північної Італії, а наступного року виграло його і вийшло до національного фіналу. Там, перемігши «Лаціо» з рахунком 6:1 за сумою двох матчів. генуезці здобули свій восьмий титул чемпіона Італії, не програвши жодного з двадцяти восьми зіграних матчів турніру.
Наступного сезону «Дженоа» перемогло «Болонью» у фіналі чемпіонату Північної Італії, але цей двобій викликав скандал, оскільки у матчі-відповіді в Болоньї за рахунку 1:1 гру було перервано через заворушення на стадіоні, і FIGC присудила «Дженоа» технічну перемогу з рахунком 2:0. У національному фіналі того сезону «Дженоа» перемогло «Савойю» з рахунком 4:1 за підсумками двох матчів і здобуло свій дев'ятий і на сьогоднішній день останній титул чемпіона Італії. Цю перемогу команда з Генуї відзначила нашивкою скудетто у кольорах італійського прапора і надалі усі команди після сезону, в якому вони виграли чемпіонат Італії, стали носити на футболці аналогічну нашивку.

#### «П'ять фіналів» проти Болоньї
У фіналі чемпіонату Північної Італії сезону 1924/25 «Дженоа» знову зустрілось з «Болоньєю», і зважаючи на минулорічну історію ці поєдинки виявились вкрай принциповими, увійшовши в історію італійського футболу як Scudetto delle pistole. Двобій супроводжувався суддівськими скандалами, заворушеннями вболівальників і навіть актами насильства та стріляниною, а для визначення переможця довелось провести аж 5 матчів протягом 11 тижнів у 4 різних містах, останній з яких відбувся у Мілані за зачиненими дверима і завершився перемогою «Болоньї», яка і стала чемпіоном, але «Дженоа» неодноразово ставило під сумнів легітимність результату турніру і подавала протести в різноманітні інстанції, заявляючи що в них вкрали ювілейне десяте чемпіонство, яке б дозволило використовувати зірку на формі.
|           | Результати        |           | Місто і дата            |  |
| --------- | ----------------- | --------- | ----------------------- |  |
| «Болонья» | 1 — 2             | «Дженоа»  | Болонья, 24 травня 1925 |  |
| «Дженоа»  | 1 — 2             | «Болонья» | Генуя, 31 травня 1925   |  |
| «Дженоа»  | 2 — 2 (скасовано) | «Болонья» | Мілан, 7 червня 1925    |  |
| «Дженоа»  | 1 — 1             | «Болонья» | Турин, 5 липня 1925     |  |
| «Болонья» | 2 — 0             | «Дженоа»  | Мілан, 9 серпня 1925    |  |

У наступні роки результати генуезців погіршились і до кінця 1920-х років єдиним вагомим досягненням стало «срібло» чемпіонату у сезоні 1927/28, коли «Дженоа» лише на два очки відстало від чемпіона країни «Торіно», а нападник Феліче Левратто забив 20 голів у 27 іграх.

### «Дженова 1893»
Через сильний британський підтекст, пов'язаний із англійською назвою міста, «Дженоа» було змушене змінити назву на італізовану на вимогу фашистського уряду, через що клуб у 1928 році було перейменовано на «Дженова 1893» (італ. Genova 1893 Circolo del Calcio). Під цією назвою клуб взяв участь у одному з найпрестижніших на той час європейських турнірів Кубку Мітропи 1929 року, куди вперше були допущені італійські команди, але вже у чвертьфіналі був розгромлений віденським «Рапідом» 1:4 за сумою двох матчів. Тим не менш, на національному рівні команда продовжувала залишатись серед лідерів і у першому розіграші Серії А 1929/30, новоствореному єдиному дивізіоні національної першості стала віцечемпіоном Італії, відставши лише на два очки від міланської «Амброзіани», яка виграла трофей. Наразі це останнє «срібло» чемпіонату Італії, яке здобувала «Дженоа».

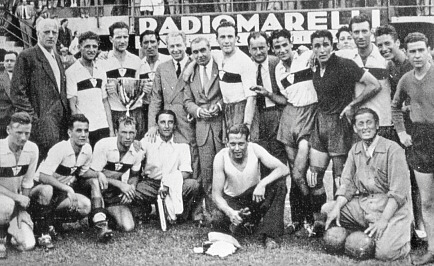
«Дженова 1893» після перемоги в Кубку Італії 1937 року.

1930 року клуб провів перший гучний трансфер, запросивши найкращого бомбардира першого чемпіонату світу Гільєрмо Стабіле. Гравець прибув з Аргентини до Генуї серед радісного натовпу, який зібрався в порту, щоб привітати новачка. У своєму дебютному матчі Стабіле зробив хет-трик 16 листопада 1930 року у матчі проти «Болоньї» (3:1). Втім аргентинцю не вдалося виправдати сподівання вболівальників у Генуї через постійні травми і протягом п'яти років він забив лише 13 голів у чемпіонаті.
Сама команда на початку 1930-х років теж виступала вкрай нестабільно і в сезоні 1933/34 вперше вилетіла до Серії В, другого дивізіону італійського футболу. Там, під керівництвом Вітторіо Фароппи, генуезці посіли 1-ше місце у своїй групі, випередивши «Новару», і одразу повернулись до елітного дивізіону.
У 1936 році новим власником клубу став амбітний аргентинський підприємець Хуан Куліоло. Він поставив за мету повернути колишню славу клубу і разом із партнерами почав вкладати гроші у команду. Однією з найпомітніших угод стала покупка півзахисників Джузеппе Бігоньйо та Маріо Пераццоло з «Фіорентини» за 200 000 лір. Під його керуванням у сезоні 1936/37 років «Дженова 1893» посіла 6-те місце, а також виграла перший і наразі єдиний у своїй історії Кубок Італії, перемігши у фіналі «Рому» з рахунком 1:0 завдяки голу Луїджі Торті.
Наступного сезону «Дженова» повернула на тренерський місток Гарбатта і фінішувала на 3-му місці, до останнього борючись за титул, і його переможець «Амброзіана-Інтер» набрав лише на три очки більше. Того ж літа Італія брала участь у чемпіонаті світу з футболу 1938 року та вдруге поспіль здобула золоті нагороди, і три гравці генуезців увійшли до складу тріумфальної команди — Серджо Бертоні, Маріо Джента та Маріо Пераццоло. Клуб завершив десятиліття на високому рівні, зберігши позицію в п'ятірці найкращих команд країни.
Друга світова війна сильно вплинула на весь італійський футбольний рух, але на відміну від більшості країн з початком бойових дій регулярна першість не припинялась. Так 9 лютого 1941 року о 8:15 ранку Генуя протягом півтори години бомбардувалась англійським флотом, але незважаючи на пошкодження та 144 жертви у другій половині дня на місцевому стадіоні «Дженова 1893» при великій кількості глядачів обіграла «Ювентус» (2:0) і за підсумком складного сезону 1941/42 клуб посів 4-те місце, а в сезоні 1942/43 генуезці стали п'ятими. Згодом клуб взяв участь у і неофіційному чемпіонаті Італії 1944 року, який став останнім під час війни, за підсумком якої Італія була розбита, а фашистська диктатура скасована. В результаті у 1945 році, після завершення війни, клуб вирішив повернути свою історичну назву «Дженоа» (італ. Genoa Cricket and Foot-Ball Club).

### Післявоєнний період

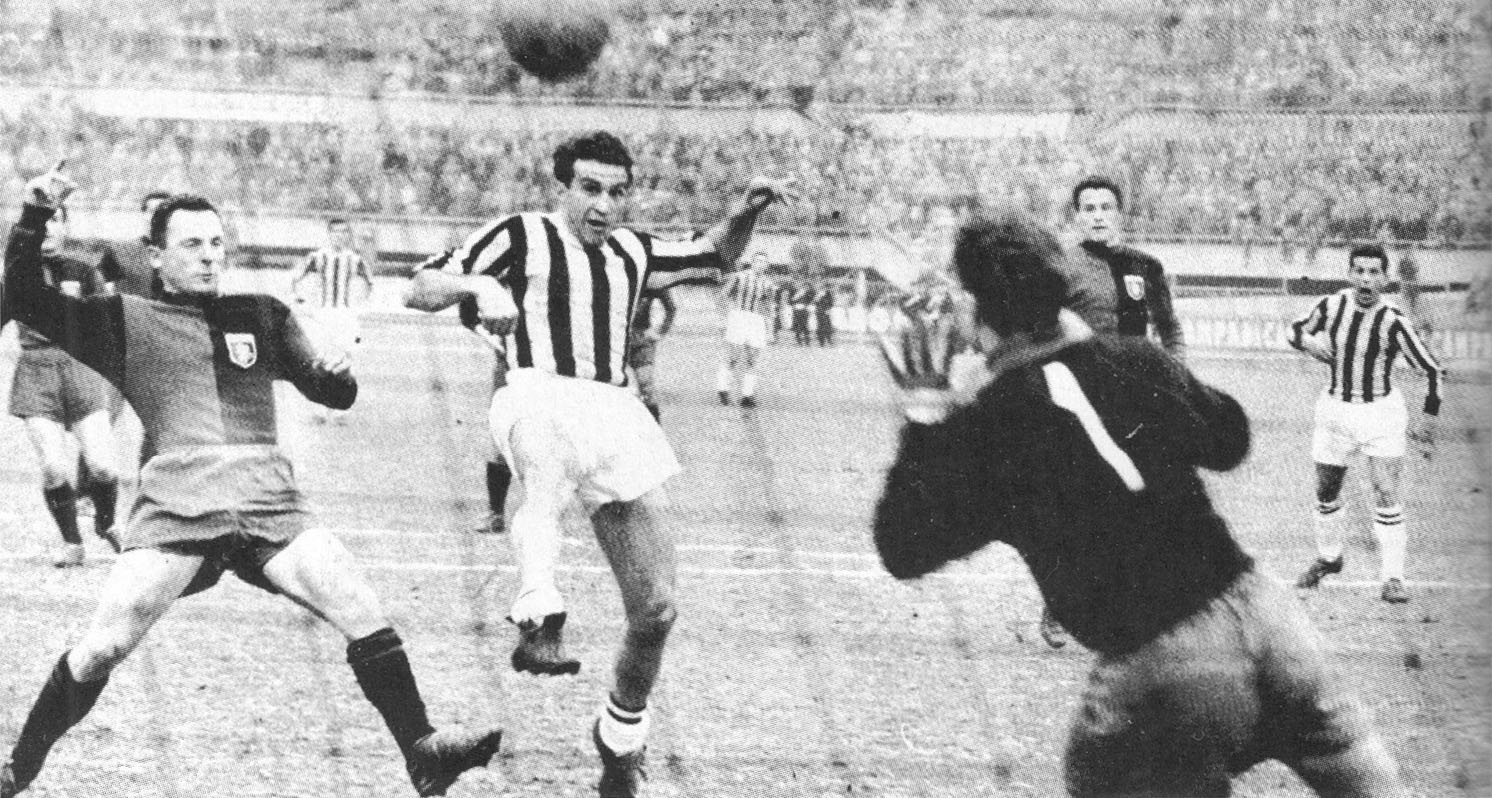
Матч Серії А «Ювентус» —"Дженоа" у сезоні 1956/57.

У роки відразу після війни клуб все ще був популярний серед уболівальників, а люди, які раніше були пов'язані з клубом, такі як Оттавіо Барб'єрі та Вільям Гарбатт, продовжили працювати тренерами. У «Дженоа» також з'явився новий суперник у вигляді «Сампдорії», яка була заснована в результаті злиття двох інших генуезьких клубів у 1946 році і стала ділити з «Дженоа» стадіон Луїджі Ферраріс.
Після Другої світової війни спроможність «Дженоа» фінішувати у верхній частині Серії А значно знизилася і протягом решти 1940-х років клуб перебував у середині таблиці. Сезон 1948/49 став винятком, оскільки в ньому клуб провів три яскраві перемоги: над «Інтером» (4:1), знаменитим «Гранде Торіно» (3:0) і «Падовою» (7:1), завдяки чому клуб посів досить високе 7-ме місце.
1950-ті роки почалися для клубу невдало і клуб вилетів з Серії А за підсумками сезону 1950/51, посівши останнє місце. Через два сезони «Дженоа» повернулося після перемоги в Серії B у 1953 році. У вищому дивізіоні «Дженоа» змогло затриматись, маючи у своєму розпорядженні таких гравців як скандинави Рагнар Ларсен та Гуннар Грен, уругваєць Хуліо Аббаді, а також італійський збірник Паоло Барізон, завдяки яким генуезці перебували в середині таблиці до кінця десятиліття
В цей же час у команді грав легенда клубу Фоско Бекаттіні, який у юному віці потрапив до команди і дебютував у першому повоєнному чемпіонаті та усю кар'єру гравця провів виступаючи за «Дженоа», ставши на той момент рекордсменом клубу за кількістю матчів, виступаючи за команда аж до початку 1960-х, коли клуб знову опинився у Серії Б. Передував цьому черговий скандал в італійському футболі, який отримав назву справа Каппелло. Колишній футболіст Джино Каппелло у квітні 1960 року напередодні матчу між «Аталантою» та «Дженоа» звернувся до гравця бергамасків із пропозицією програти матч за мільйон лір. Втім, футболіст розповів цю інформацію керівництву клубу, яке в свою чергу сповістило представників ліги. Як наслідок, Капелло був пожиттєво відсторонений від футбольної діяльності, а генуезький клуб було позбавлено усіх очок у сезоні 1959/60 та відправлено до другого дивізіону, в якому «Дженоа» мало починати змагання з -10 очками, які після апеляції були зменшені до -7, що фактично позбавляло можливість клубу з першої спроби повернутись до еліти. Тому повернутись до Серії А клуб зміг за підсумками сезону 1961/62, в якому виграв Серію В .

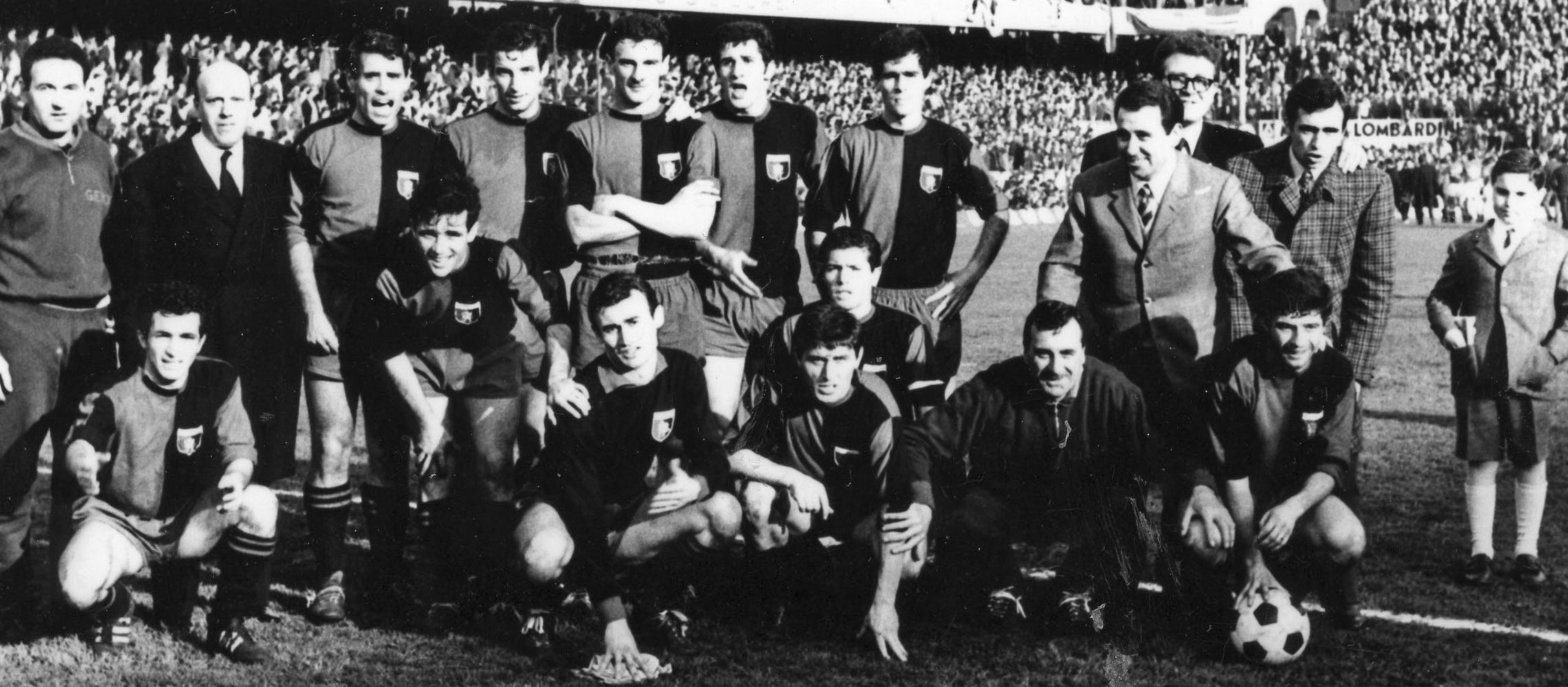
«Дженоа» у 1962 році як переможець Кубка Альп.

«Дженоа» мало поважну кількість кубкових успіхів у першій половині 1960-х років. Клуб виграв Кубок Альпі у 1962 році. Це був перший розіграш, коли змагання проводилися між клубними командами, а не збірними, і генуезці у фіналі, що проходив вдома, обіграли французький клуб «Гренобль Фут 38» з рахунком 1:0. Наступного року клуб здобув свій другий міжнародний кубковий трофей, вигравши Кубок італо-французької дружби 1963 року, де в фіналі обіграв «Мілан» (2:1) завдяки дублю Стефано Даль Монте.
У сезоні 1963/64 років «Дженоа» під керівництвом аргентинця Бенхаміна Сантоса посіло 8-ме місце в чемпіонаті, найкраще місце клубу аж до сезону 1990/91 років. Влітку 1964 року «Дженоа» також виграло свій другий Кубок Альп. Цього разу фінал проходив на стадіоні Ванкдорф у Берні, Швейцарія і генуезці перемогли іншу італійську команду «Катанію» з рахунком 2:0 завдяки дублю Джампаоло П'ячері.
Наступний сезон розпочався для клубу трагедією, оскільки напередодні початку змагання 21 липня 1964 року головний тренер Сантос загинув в автомобільній аварії під час відпочинку в Іспанії. Новим тренером став бразилець Пауло Амарал, якого потім замінив Роберто Лерічі, але їм не вдалося продовжити переможний успіх команди, яка не змогла уникнути вильоту до другого дивізіону за підсумками сезону.
Цього разу їхнє перебування у Серії В було набагато довшим, ніж у попередні рази, оскільки клуб виступав нестабільно і кожного сезону змінював головного тренера. У 1967 році за пропозицією Федерації футболу клуб був перетворений у акціонерне товариство і змінив назву на Genoa 1893. Втім зміна назви не допомогла команді і після п'яти сезонів у другому дивізіоні «Дженоа» закінчує десятиліття, вилетівши вперше в своїй історії в Серію С, оскільки команда посіла останнє 20-те місце в Серії В 1969/70 років, після чого клуб вчергове змінив власника .

### 1970-ті та 80-ті роки

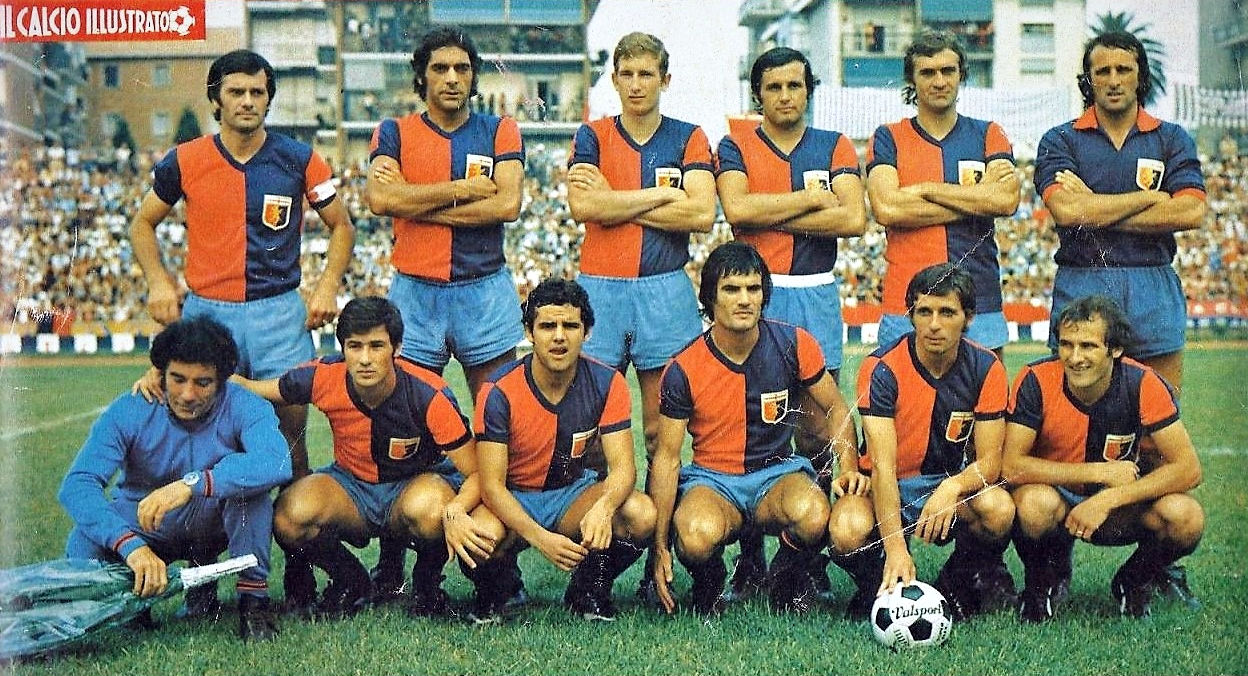
«Дженоа» у сезоні 1972/73.

У той час як місто Генуя досягало свого максимального розвитку, а кількість жителів наближалась до мільйону, головна команда міста перебувала у найгіршому становищі в своїй історії. Для виправлення ситуації був запрошений досвідчений тренер Артуро Сільвестрі, який у першому ж сезоні вивів свою нову команду з третього до другого італійського дивізіону, вигравши Серію С 1970/71, а за два роки вивів команду до Серії А, вигравши Серію В 1972/73. Щоправда цього разу закріпитися в елітному дивізіоні команді Сільвестрі не вдалося — у першому ж після підвищення сезоні 1973/74 «Дженоа» посіло передостаннє місце і залишило Серію А, після чого тренер покинув посаду.
1975 року команду очолив ветеран клубу Луїджі Сімоні, який з такими гравцями як Роберто Розато, Бруно Конті та Роберто Пруццо з першої спроби виграв Серію В 1975/76 і повернув команду до еліти. Цього разу генуезці протрималися у вищому дивізіоні протягом двох сезонів, перш ніж вилетіли за підсумками сезону 1977/78, що призвело до звільнення Сімоні. Виліт був особливо прикрим, оскільки «Фіорентина», яка була вище на одну позицію, зберегла прописку в еліті за рахунок різниці м'ячів, маючи лише на один забитий гол більше, при цьому ці дві команди зіграли одна з одною в останньому турі сезону внічию 0:0.

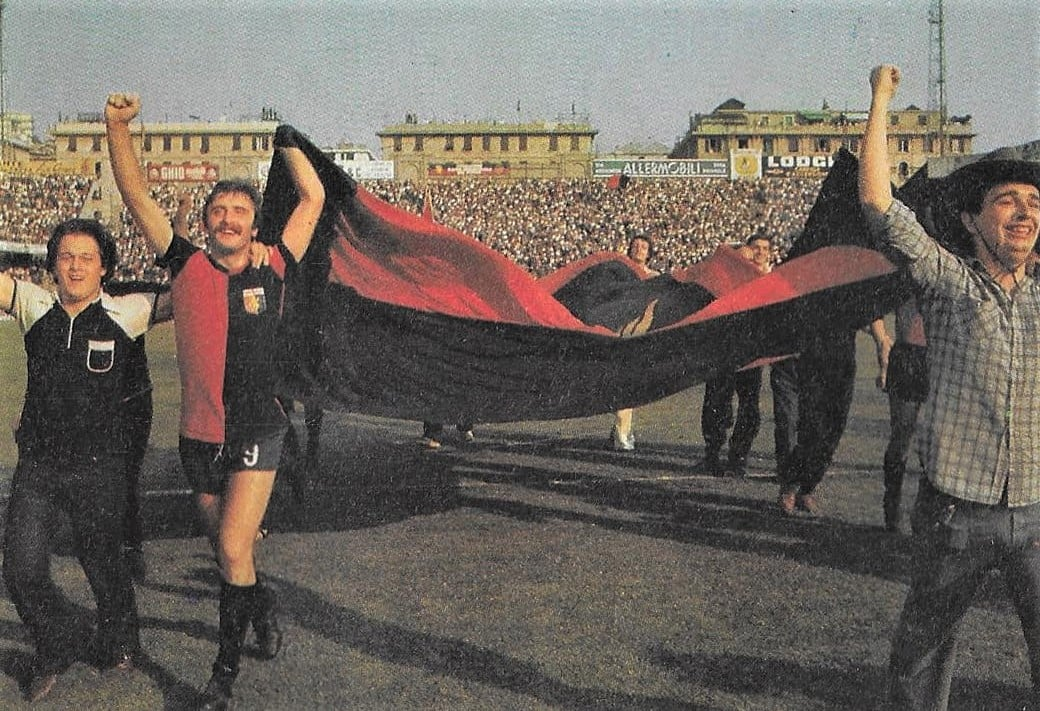
«Дженоа» святкує вихід до Серії А. 1976 рік.

Після вильоту генуезці втратили деяких зі своїх найкращих гравців, які б могли дозволити клубу швидко повернутись до еліти; наприклад один з лідерів Роберто Пруццо перейшов до «Роми», де став чемпіоном Італії та найкращим бомбардиром турніру. Обезкровлене «Дженоа» після кількох фінішів у середині таблиці Серії B у сезоні 1980/81 під керівництвом Луїджі Сімоні, який саме повернувся до команди, посіло 2-ге місце, поступаючись лише «Мілану», який минулого сезону вилетів через скандал із ставками, і повернулось до еліти.
У Серії А протягом сезону 1981/82 команда, підсилена зірковим бельгійським новачком Рене Вандерейкеном знову боролась з «Міланом», цього разу за виживання. Найбільш драматичним виявився останній тур сезону. У ньому міланський клуб, який до 67 хвилини програвав 0:2 «Чезені», зумів перевернути гру і виграти 3:2. Цей камбек став неочікуваним для «Дженоа», якому для збереження прописки в еліті була достатня втрата очок «Міланом». Але після несподіваного порятунку «червоно-чорних» за 14 хвилин, генуезці, які знали про попередній перебіг паралельного матчу і особливо не переживали за результат, опинились в зоні вильоту, оскільки у своєму матчі програвали «Наполі» з рахунком 2:1. Дізнавшись про кардинальну зміну результату у паралельному матчі, генуезці за п'ять хвилин до кінця забили гол, який і приніс рятівне очко, необхідне «Дженоа». При цьому, голу передувала жахлива помилка досвідченого воротаря неаполітанців Лучано Кастелліні, поклавши таким чином початок дружби між вболівальниками двох клубів. Наступного сезону «Дженоа» знову лише на одне очко відірвалось від зони вильоту, але у розіграші 1983/84 років, незважаючи на перемогу над чемпіоном «Ювентусом» в останній день сезону, клуб вилетів у другий дивізіон. Генуезці закінчили сезон з такою ж кількістю очок, як і «Лаціо», але римляни залишились в еліті через кращі результати в особистих зустрічах.
1985 року клуб був куплений підприємцем з Калабрії Альдо Спінеллі, після чого «Дженоа» спочатку у сезоні 1986/87 не вистачило одного очка аби вийти до Серії А, а наступного року лише два очки врятували від вильоту до Серії С. В підсумку команда змогла повернутися до Серії А, вигравши Серію В 1988/89, коли обійшла за додатковими показниками «Барі».

### 1990-ті

Джанлука Сіньйоріні, лідер і капітан «Дженоа» першої половини 1990-х. Після смерті гравця його 6 номер був навічно закріплений за легендою клубу.

Після сезону 1989/90, в якому генуезці змогли зберегти прописку в еліті, клуб підписав досвідченого тренера Освальдо Баньйолі, який з забивною парою нападників Карлос Агілера — Томаш Скугравий у сезоні 1990/91 фінішував четвертим, що стало найкращим результатом «грифонів» після Другої світової війни. Крім того клуб залишався без поразок вдома протягом усього турніру, вигравши ігри з усіма грандами, включаючи «Ювентус», «Інтернаціонале», «Мілан», «Рому», «Лаціо», «Фіорентину», «Наполі», а також обігравши головного суперника, «Сампдорію», яка виграла титул чемпіона у тому сезоні.
Завдяки цим результатам клуб вперше кваліфікувався до Кубка УЄФА 1991/92. Там генуезці пройшли серед інших і «Ліверпуль» (2:0, 2:1), ставши першою італійською командою, яка перемогла «червоних» на «Енфілді», і вилетіли лише у півфіналі від майбутнього тріумфатора турніру «Аякса» (2:3, 1:1). У чемпіонаті, однак, команда виступила невдало, посівши лише 14-те місце. Після цього Баньйолі вирішив переїхати з Генуї, щоб проводити більше часу зі своєю дочкою, здоров'я якої швидко погіршувалося, а керівництво клубу та нові тренери, які знову почали часто змінювати один одного, не змогли замінювати ключових гравців команди у міру того, як вони старіли або були продані іншим командам. Серед них були Джанлука Сіньйоріні, Карлос Агілера, Стефано Ераніо, Роберто Онораті та Джон ван 'т Схіп. Причиною цього було те, що Спінеллі мав зовсім інший підхід до управління клубом, ніж більшість бізнесменів, які стали власниками футбольних клубів. У той час як його колеги розглядали футбол як інвестицію в маркетинг і зв'язки з громадськістю і були цілком готові витрачати кошти зі свого основного бізнесу, щоб підтримувати свої команди на плаву і купляти нових гравців, Спінеллі вважав «Дженоа» ще одним своїм бізнесом, основною метою якого було отримання доходу для своєї компанії. Тому Альдо був більш ніж радий продати основних гравців за значні суми, з якої лише невелика частина потім повторно інвестувалася в команду, часто для придбання менш цінних гравців. Так у команді з'явився Кадзуйосі Міура з «Йоміурі Верді», оскільки японські спонсори платили Спінеллі за те, щоб Міура міг грати в Серії А, завдяки чому він став першим японським футболістом у італійському футболі.
Зважаючи на ситуацію, «Дженоа» стабільно залишалося в нижній частині таблиці, поки у сезоні 1994/95 не опинилось на грані вильоту, набравши однакову кількість очок із «Падовою». Це означало, що між командами мав бути зіграний додатковий матч за збереження місця у Серії A, який пройшов у Флоренції. Гра завершилася внічию 1:1, а в серії пенальті «Дженоа» програло 4:5 і покинуло вищий дивізіон.
Після вильоту в Серію В команда була довірена тренеру Луїджі Радіче, що запросив з «Емполі» молодого і перспективного нападника Вінченцо Монтеллу, який у своєму дебютному сезоні забив 21 гол в чемпіонаті. Клуб вдало розпочав сезон, але з часом почались падіння результатів і в кінці сезону «Дженоа» було лише сьомим. Позитивним моментом стала перемога в останньому розіграші англо-італійського кубка, в фіналі якого генуезці на «Вемблі» обіграли «Порт Вейл» рахунком 5:2, а Дженнаро Руотоло зробив хет-трик. По завершенні сезону новий кумир Монтелла перейшов до стану головних ворогів, вищолігової «Сампдорію», там не менш у сезоні 1996/97 «Дженоа» мало найкращу атаку і найкращий захист, посівши 5-те місце, і команді не вистачило лише одного очка аби вийти в еліту.
Після цього власник Альдо Спінеллі продав «Дженоа» в 1997 році колишньому футболісту Массімо Мауро, придбавши натомість інші клуби («Алессандрію», а потім «Ліворно»). Кінець 1990-х і початок 2000-х стали найважчим часом в історії клубу, який 1998 року повернув історичну назву Genoa Cricket and Football Club. Маючи постійні зміни в управлінні та погане фінансове становище, клуб не демонстрував яскравих результатів, за винятком 6-го місця в сезоні 1999/00, але і там для підвищення команді не вистачало аж 6 очок. З 1997 по 2003 рік у «Дженоа» було загалом п'ять різних власників та понад десяток головних тренерів, до того як клуб був проданий іграшковому магнату Енріко Преціозі, який уже раніше володів клубом «Комо».

### Епоха Преціозі

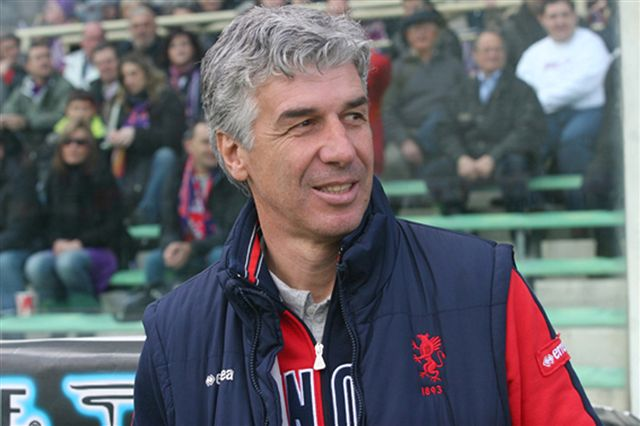
Джан П'єро Гасперіні, найуспішніший тренер «Дженоа» у ХХІ столітті.

Преціозі вступив на посаду в 2003 році, коли «Дженоа» повинна була вилетіти в Серію С1 після чергового невдалого сезону, але замість цього була «врятована» разом з «Катанією» та «Салернітаною» через суперечливе рішення футбольної федерації про розширення Серії B до 24 команд після так званої справи «Катанії».
У сезоні 2004/05, після появи у клубі таких гравців як Дієго Міліто, Джованні Тедеско, Нікола Каччіа, Марко Россі та Алессіо Скарпі «Дженоа» виграла Серію В і мала вийти до вищого дивізіону, проте по завершенні сезону клубу були висунуті звинувачення, що гра останнього туру з «Венецією» була договорною. Перемога в тому матчі з рахунком 3:2 дозволила «Дженоа» виграти чемпіонат, в той час як венеційці в будь-якому випадку вже втратили шанси на збереження прописки. Генуезці намагались виправдатись, що 250 тис. євро, переданих «Венеції», це був аванс щодо переходу до Генуї парагвайського гравця Рубена Мальдонадо, але дисциплінарний комітет FIGC вирішив відправити «Дженоа» до Серії С1, а також наклав дискваліфікації на Преціозі та кількох інших функціонерів та футболістів клубів
Сезон 2005/06 у Серії С1 для «Дженоа» ускладнився тим, що вони отримали ще й штраф -3 очки. Тим не менш генуезці лідирували протягом більшої частини сезону і врешті-решт посіли 2-ге місце у своїй групі і вийшли в плей-оф. Там у фіналі, обігравши «Монцу» з загальним рахунком 2:1, «грифони» після одного сезону повернулись до Серії В. Тим не менш сезон був затьмарений трагічною подією: 3 жовтня 2005 року колишній тренер генуезців Франческо Скольйо на регіональному телеканалі Генуї дискутував з президентом клубу Преціозі. Коли Преціозі відповідав на одне з питань Скольйо, той знепритомнів і сповз у крісло. Передачу було негайно призупинено, щоб дозволити втручатися рятувальникам, але всі спроби реанімації були марними. Скольйо ще раніше передбачив свою смерть, заявивши: «Я помру, говорячи про „Дженоа“» (Morirò parlando del Genoa). Прихильники «россоблу» поважали Скольйо і 10 000 людей відвідали його похорон у Генуї, щоб попрощатися з тренером.

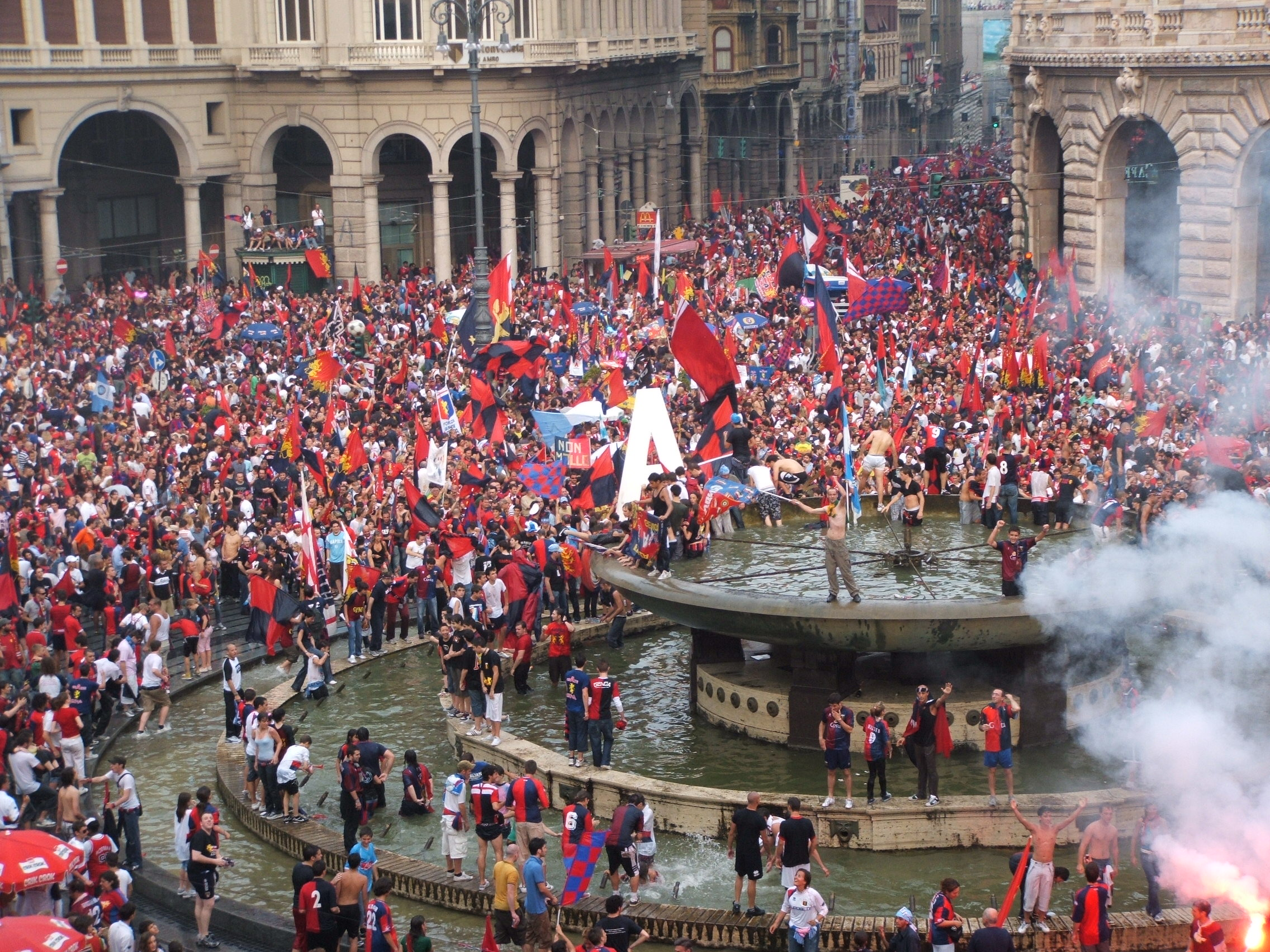
Вболівальники «Дженоа» у червні 2007 року на П'яцца де Феррарі святкують повернення клубу в Серію А.

Влітку 2006 року новим головним тренером клубу став молодий Джан П'єро Гасперіні, а склад команди поповнили зокрема бразилець Адаїлтон, аргентинець Лусіано Фігероа, хорват Іван Юрич і молодий італієць Доменіко Крішито. Команда протягом усього сезону 2006/07 боролась за 2-ге місце і вихід до вищого дивізіону з «Наполі», оскільки 1-ше місце впевнено посідав зірковий «Ювентус», відправлений у другий дивізіон після скандалу кальчополі. В останній день сезону генуезці зіграли внічию 0:0 з «Наполі», завдяки чому обидва клуби напряму повернулися в Серію А, оскільки за тодішнім регламентом плей-оф не проводився, якщо 3-тя команда відірвалась від 4-ї більш як на 9 очок, а нічийний результат останнього туру приніс грифонам цей вирішальний 10-очковий відрив.
Сезоні 2007/08 став першим для «Дженоа» Серії А за останні 12 років, але команда одразу стала середняком, посівши високе 10-те місце. Перед наступним сезоном Преціозі вирішив посилити склад команди, придбавши як молодих і перспективних гравців, таких як Сальваторе Боккетті чи Сократіс Папастатопулос, так і досвідчених, як Маттео Феррарі та Тьяго Мотта, водночас розлучившись із деякими гравцями на вигідних економічних умовах (наприклад, продав результативного нападника Марко Борріелло «Мілану» за солідну суму). Перед «Дженоа» на сезон 2008/09 була поставлена задача кваліфікуватись до Кубку УЄФА, але клуб боровся за медалі та путівку до Ліги чемпіонів, а Дієго Міліто з 24 голам став другим найкращим бомбардиром чемпіонату. Втім, в тому числі через дві поразки в кінці чемпіонату від «Болоньї» та «Лаціо», команда опустилась на 5-те місце, поступившись лише за додатковими показниками четвертому лігочемпіонівському місцю, на якому опинилась «Фіорентина».
Після вкрай вдалого сезону «Дженоа» продала Міліто та півзахисника Тьяго Мотту в «Інтернаціонале», через що результати команди значно погіршились, не зважаючи на появу в команді зіркового аргентинського ветерана Ернана Креспо. Клуб вилетів на ранніх етапах Ліги Європи та Кубка Італії та посів досить невтішне 9-те місце в Серії А 2009/10. Єдиний невеликий успіх у сезоні команда здобула 17 вересня 2009 року, коли півзахисник генуезців Альберто Сапатер забив на четвертій хвилині у ворота празької «Славії» (2:0), завдяки чому став автором історичного першого голу на груповому етапі в новоствореному турнірі Ліга Європи

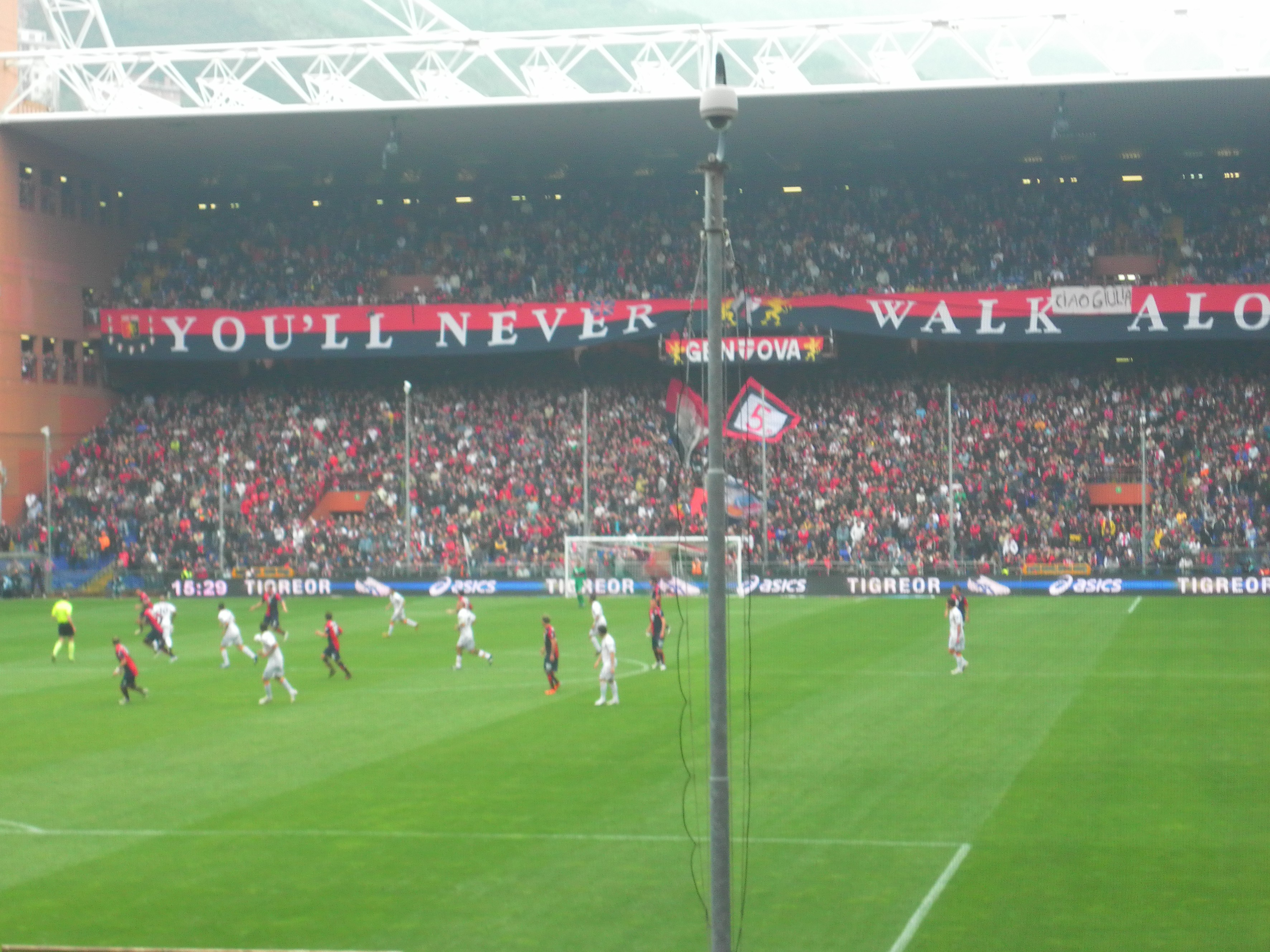
Матч Серії А «Дженоа» —«Лечче» у сезоні 2010/11.

Перед сезоном 2010/11 команда знову провела велику трансферну компанію, придбавши зокрема португальських збірників Едуарду та Мігела Велозу, бразильського правого захисника Рафінью та форварда збірної Італії Луку Тоні, завдяки чому «россоблу» знову поставило собі за мету боротися за місце в Лізі чемпіонів. Втім сезон для «грифонів» не задався і команда чергувала поразки та перемоги, перебуваючи у середині таблиці. У листопаді, після поразки 0:1 від «Палермо», головного тренера Джан П'єро Гасперіні, який очолював команду з сезону 2007/08 років, було звільнено, і новим наставником був призначений Давіде Баллардіні, але результати команди не покращилась і вона закінчила сезон десятою.
Надалі ситуація у «Дженоа» лише погіршувалась, клуб постійно змінював тренерів, але це не давало результату і у сезонах 2011/12 та 2012/13 команда посідала 17-те місце, обидва рази закінчуючи турнір лише на одне місце вище від зони вильоту до Серії В.

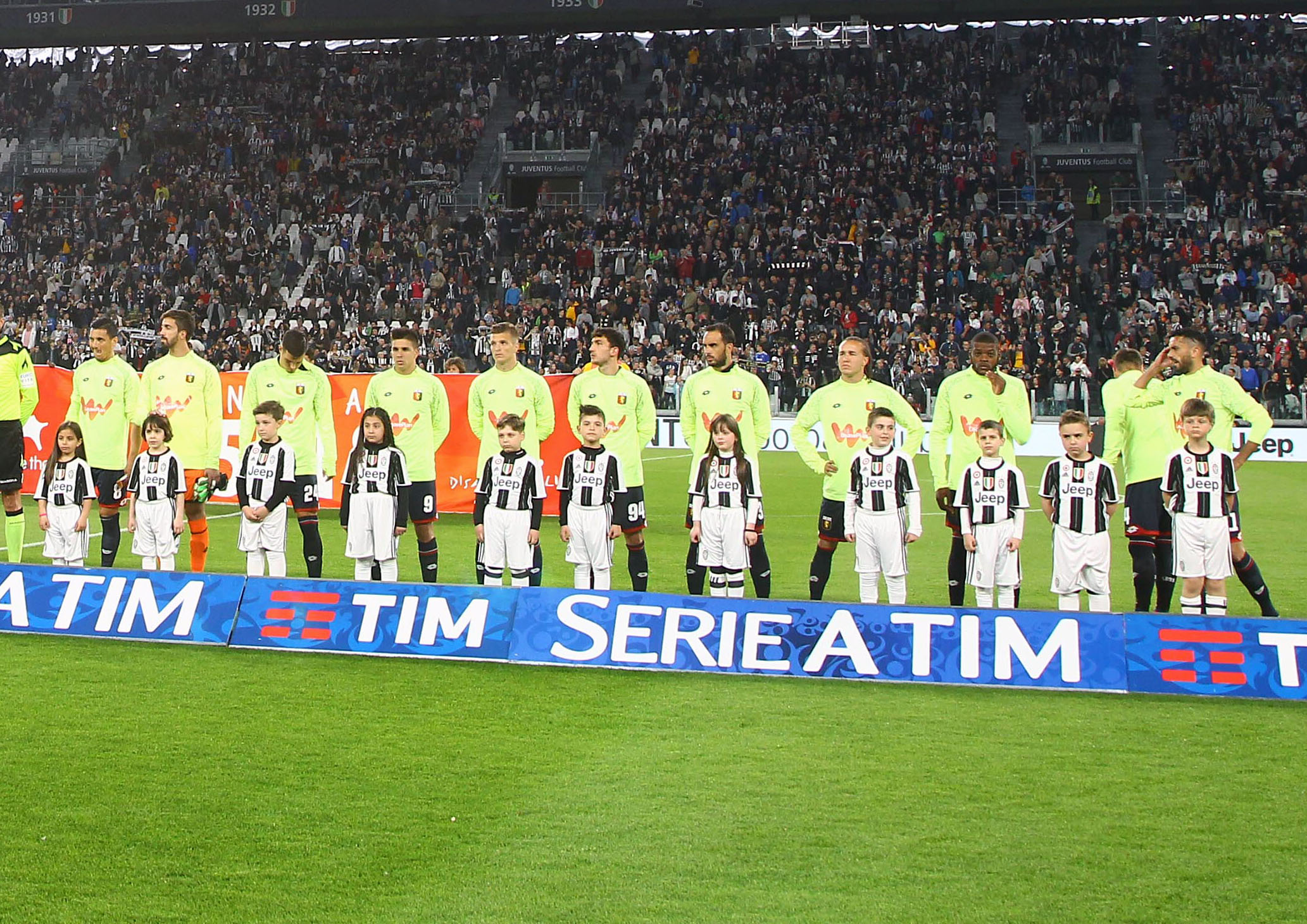
«Дженоа» у сезоні 2016/17 років.

2013 року на посаду тренера повернувся Джан П'єро Гасперіні, який стабілізував гру команди і у сезоні 2014/15 «Дженоа» посіло 6-те місце, завдяки чому мало знову зіграти у Лізі Європи УЄФА. Втім клуб не отримав ліцензії від УЄФА і його місце було передане головному ворогу, «Сампдорії», яка посіла 7-ме місце. «Дженоа» оскаржило це рішення, але апеляцію було відхилено. У наступному сезоні клуб посів 11-те підсумкове місце, по завершенні якого Гасперіні покинув клуб.
7 вересня 2018 року відбулося святкування 125-річчя від дня заснування клубу. У ніч на 7 вересня 2018 року в місті Генуя відбувся святковий парад; кількаметровий банер був присвячений трагедії обвалення мосту Понте Моранді. Втім результати команди після уходу Гасперіні погіршились і клуб виключно боровся за виживання, а 2019 та 2020 року команда знову двічі поспіль була на межі вильоту, посідаючи 17-те місце.

### 777 Partners
23 вересня 2021 року було оголошено, що Преціозі продав клуб. «Дженоа» була придбана, американською приватною інвестиційною фірмою 777 Partners, заснованою Стівеном В. Паско та Джошем Вандером. Хоча умови не були публічно оприлюднені, джерела, близькі до угоди, показали, що команда була придбана за її корпоративну вартість в 175 мільйонів доларів. Американські власники вирішили звільнити головного тренера Давіде Баллардіні, замість якого вже на початку листопада був призначений українець Андрій Шевченко.

## Поточний склад
Станом на 30 квітня 2025
| №  | Поз. | Нац.       | Гравець             |
| -- | ---- | ---------- | ------------------- |
| 1  | ВР   | Італія     | Нікола Леалі        |
| 2  | ПЗ   | Норвегія   | Мортен Торсбю       |
| 3  | ЗХ   | Іспанія    | Аарон Мартін        |
| 4  | ЗХ   | Бельгія    | Коні Де Вінтер      |
| 5  | ПЗ   | Камерун    | Жан Онана           |
| 9  | НП   | Португалія | Вітінья             |
| 10 | ПЗ   | Бразилія   | Жуніор Мессіас      |
| 13 | ЗХ   | Італія     | Маттія Бані         |
| 15 | ЗХ   | Англія     | Брук Нортон-Каффі   |
| 17 | ПЗ   | Україна    | Руслан Маліновський |
| 18 | НП   | Гана       | Калеб Екубан        |
| 19 | НП   | Італія     | Андреа Пінамонті    |
| 20 | ЗХ   | Італія     | Стефано Сабеллі     |
| 21 | НП   | Італія     | Джефф Ехатор        |
| 22 | ЗХ   | Мексика    | Хоан Васкес         |

| №  | Поз. | Нац.        | Гравець                |
| -- | ---- | ----------- | ---------------------- |
| 23 | ЗХ   | Італія      | Фабіо Міретті          |
| 30 | НП   | Парагвай    | Уго Куенка             |
| 31 | ВР   | Швейцарія   | Бенджамін Зігріст      |
| 32 | ПЗ   | Данія       | Мортен Френдруп        |
| 33 | ЗХ   | Уругвай     | Алан Маттурро          |
| 34 | ЗХ   | Данія       | Себастіан Отоа         |
| 39 | ВР   | Італія      | Даніеле Соммаріва      |
| 45 | НП   | Італія      | Маріо Балотеллі        |
| 47 | ПЗ   | Хорватія    | Милан Бадель (капітан) |
| 53 | ПЗ   | Ізраїль     | Ліор Каса              |
| 59 | ЗХ   | Італія      | Алессандро Дзанолі     |
| 69 | ЗХ   | Італія      | Онест Аханор           |
| 70 | НП   | Кот-д'Івуар | Максвел Корне          |
| 73 | ПЗ   | Італія      | Патріціо Масіні        |

### Закріплені номери
- 6 —  Джанлука Сіньйоріні, захисник, 1988–95 (посмертно)[51]
- 7 —  Марко Россі, півзахисник, 2003–04, 2005–13[77]
- 12 — Фанати, «дванадцятий гравець»[78].

## Відомі гравці

### Символічна збірна
З нагоди 120-річчя клубу у 2013 році було обрано 11 найкращих футболістів в історії «Дженоа»:
- Джованні Де Пра (1921-33)
- Джанлука Сіньйоріні (1988-95)
- Вінченцо Торренте (1985—2000)
- Оттавіо Барб'єрі (1919-32)
- Бранко (1990-93)
- Дженнаро Руотоло (1988—2002)
- Маріо Бортолацці (1990-98)
- Хуан Карлос Вердеаль (1946-50)
- Карлос Альберто Агілера (1989-92)
- Роберто Пруццо (1973-78)
- Томаш Скугравий (1990-96)

## Головні тренери
Нижче вказані всі головні тренери «Дженоа» з 1893 року.
| - 1893-96 Технічна комісія - 1896-03 Джеймс Спенслі - 1904-05 Карл Сенфт - 1906 Етьєн Буньйон - 1907 Джеймс Спенслі - 1908 В'єрі Арнальдо Гетцлоф - 1909-10 Даніель Хуг - 1910-12 Еуген Герцог - 1912-15 Вільям Гарбатт - 1915-16 Томас Коггінс - 1916-19 Енріко Пастер - 1919-27 Вільям Гарбатт - 1927-30 Ренцо Де Веккі - 1930-31 Геза Секань - 1931-32 Луїджі Бурландо і Гільєрмо Стабіле - 1932-33 Карл Румбольд - 1933-34 Йожеф Надь - 1934-35 Вітторіо Фароппа - 1935 Ренцо Де Веккі - 1935-36 Дьордь Орт - 1936-37 Германн Фельснер - 1937-39 Вільям Гарбатт - 1939-40 Оттавіо Барб'єрі і Вільям Гарбатт - 1940-41 Оттавіо Барб'єрі - 1941-45 Гвідо Ара - 1945-46 Йозеф Віола - 1946 Оттавіо Барб'єрі - 1946-48 Вільям Гарбатт - 1948-49 Федеріко Аллазіо - 1949 Девід Джон Естлі - 1949 Девід Джон Естлі і Федеріко Аллазіо - 1949-51 Манліо Бачігалупо - 1951-52 Імре Шенкей - 1952 Валентіно Сала і Джачінто Еллена - 1952-53 Джачінто Еллена - 1953-55 Дьєрдь Шароші - 1955 Ермеліндо Бонілаурі - 1955-58 Ренцо Мальї - 1958-59 Аннібале Фроссі - 1959 Джипо Поджі і Антоніо Бузіні - 1959-60 Джесс Карвер - 1960-61 Аннібале Фроссі - 1961 Анджело Россо - 1961-63 Ренато Гей - 1963 Анджело Россо - 1963-64 Бенхамін Сантос - 1964 Пауло Амарал - 1964-65 Роберто Лерічі - 1965-66 Луїджі Боніццоні - 1966-67 Джорджо Гецці - 1967 Паоло Табанеллі - 1967 Лівіо Фонгаро - 1967-68 Альдо Кампателлі - 1968 Мауріціо Бруно - 1968-69 Альдо Кампателлі - 1969 Франко Вівіані - 1969-70 Мауріціо Бруно і Ермеліндо Бонілаурі - 1970 Аредіо Джимона і Ермеліндо Бонілаурі - 1970-74 Артуро Сільвестрі - 1974-75 Гвідо Вінченці - 1975-78 Луїджі Сімоні - 1978 П'єтро Марозо - 1978-79 Етторе Пурічеллі - 1979 Джанні Буй - 1979-80 Джанні Ді Марціо - 1980-84 Луїджі Сімоні - 1984-86 Тарчізіо Бурньїч - 1986-87 Аттіліо Перотті - 1987-88 Луїджі Сімоні - 1988 Аттіліо Перотті - 1988-90 Франко Скольйо - 1990-92 Освальдо Баньйолі - 1992 Бруно Джорджі - 1992-93 Луїджі Майфреді - 1993 Клаудіо Мазеллі - 1993-94 Франко Скольйо - 1994-95 Джузеппе Маркіоро - 1995 Клаудіо Мазеллі - 1995-96 Луїджі Радіче - 1996 Гаетано Сальвеміні - 1996-97 Аттіліо Перотті - 1997 Гаетано Сальвеміні - 1997-98 Клаудіо Мазеллі - 1998 Тарчізіо Бурньїч - 1998 Джузеппе Піллон - 1998-99 Луїджі Каньї - 1999-00 Деліо Россі - 2000 Бруно Болкі - 2000-01 Гвідо Карбоні і Альфредо Маньї - 2001 Бруно Болкі - 2001 Клаудіо Онофрі - 2001 Франко Скольйо - 2001-02 Едоардо Рея - 2002 Клаудіо Онофрі - 2002-03 Вінченцо Торренте і Ріно Лавецціні - 2003 Роберто Донадоні - 2003-04 Луїджі Де Каніо - 2004-05 Серсе Космі - 2005 Франческо Гвідолін - 2005-06 Джованні Вавассорі - 2006 Аттіліо Перотті - 2006 Джованні Вавассорі - 2006-10 Джан П'єро Гасперіні - 2010-11 Давіде Баллардіні - 2011 Альберто Малезані - 2011-12 Паскуале Маріно - 2012 Альберто Малезані - 2012 Луїджі Де Каніо - 2012-13 Луїджі Дельнері - 2013 Давіде Баллардіні - 2013 Фабіо Ліверані - 2013-16 Джан П'єро Гасперіні - 2016-17 Іван Юрич - 2017 Андреа Мандорліні - 2017 Іван Юрич - 2017—2018 Давіде Баллардіні - 2018 Іван Юрич - 2018-19 Чезаре Пранделлі - 2019 Ауреліо Андреаццолі - 2019 Тьяго Мотта - 2019—2020 Давіде Нікола - 2020 Роландо Маран - 2020—2021 Давіде Баллардіні - 2021—2022 Андрій Шевченко - 2022 Абдулай Конко (в. о.) - 2022- Александр Блессін |

## Керівники клубу
Нижче наведені голови (італ. presidenti або італ. presidenti del consiglio di amministrazione) «Дженоа», з моменту заснування клубу до наших днів..
| Ім'я                      | Роки    |
| ------------------------- | ------- |
| Чарльз де Грейв Селлс     | 1893–97 |
| Германн Бауер             | 1897–99 |
| Джордж Фовкус             | 1899–04 |
| Едоардо Пастер            | 1904–09 |
| В'єрі Арнальдо Гетцлоф    | 1909–10 |
| Едоардо Пастер            | 1910–11 |
| Луїджі Айкарді            | 1911–13 |
| Джордж Девідсон           | 1913–20 |
| Гвідо Сангвінеті          | 1920–26 |
| Вінсент Ардіссон          | 1926–33 |
| Алессандро Тарабіні       | 1933–34 |
| Альфредо Коста            | 1934–36 |
| Хуан Куліоло              | 1936–41 |
| Джованні Баттіста Бертоні | 1941–42 |
| Джованні Гавароне         | 1942–43 |

| Ім'я                      | Роки     |
| ------------------------- | -------- |
| Джованні Баттіста Бертоні | 1943–44  |
| Альдо Майрано             | 1944–45  |
| Антоніо Лоренцо           | 1945–46  |
| Едоардо Пастер            | 1946     |
| Джованні Перагалло        | 1946 рік |
| Массімо Поджі             | 1946–50  |
| Альдо Майрано             | 1950–51  |
| Ернесто Ковін             | 1951–53  |
| Уго Вальперга             | 1953–54  |
| Президентський комітет    | 1954–58  |
| Фаусто Гадолла            | 1958–60  |
| Президентський комітет    | 1960–63  |
| Едоардо Гарроне           | 1963     |
| Джакомо Берріно           | 1963–66  |
| Уго Марія Файла           | 1966–67  |

| Ім'я               | Роки      |
| ------------------ | --------- |
| Ренцо Фоссаті      | 1967–70   |
| Віргіліо Баззані   | 1970      |
| Анджело Тонгіані   | 1970–71   |
| Джанні Менегіні    | 1971–72   |
| Джакомо Берріно    | 1972–74   |
| Ренцо Фоссаті      | 1974–85   |
| Альдо Спінеллі     | 1985–97   |
| Массімо Мауро      | 1997–99   |
| Джанні Скерні      | 1999–01   |
| Луїджі Далла Коста | 2001–02   |
| Нікола Каналь      | 2002–03   |
| Стефано Кампочча   | 2003      |
| Енріко Преціозі    | 2003–2021 |
| 777 Partners       | 2021–     |

## Кольори, логотип та прізвиська

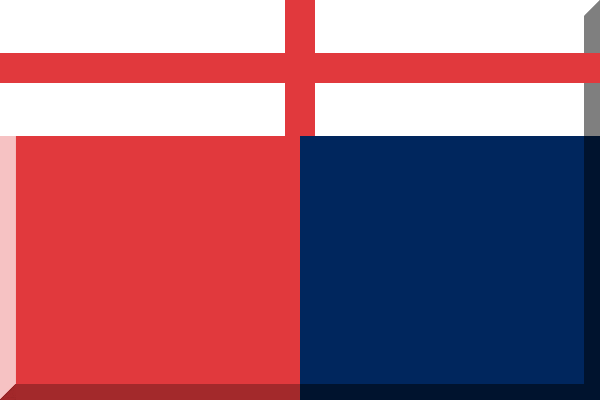
Георгіївський хрест (вгорі) і червона та синя смуги — основні кольори «Дженоа».

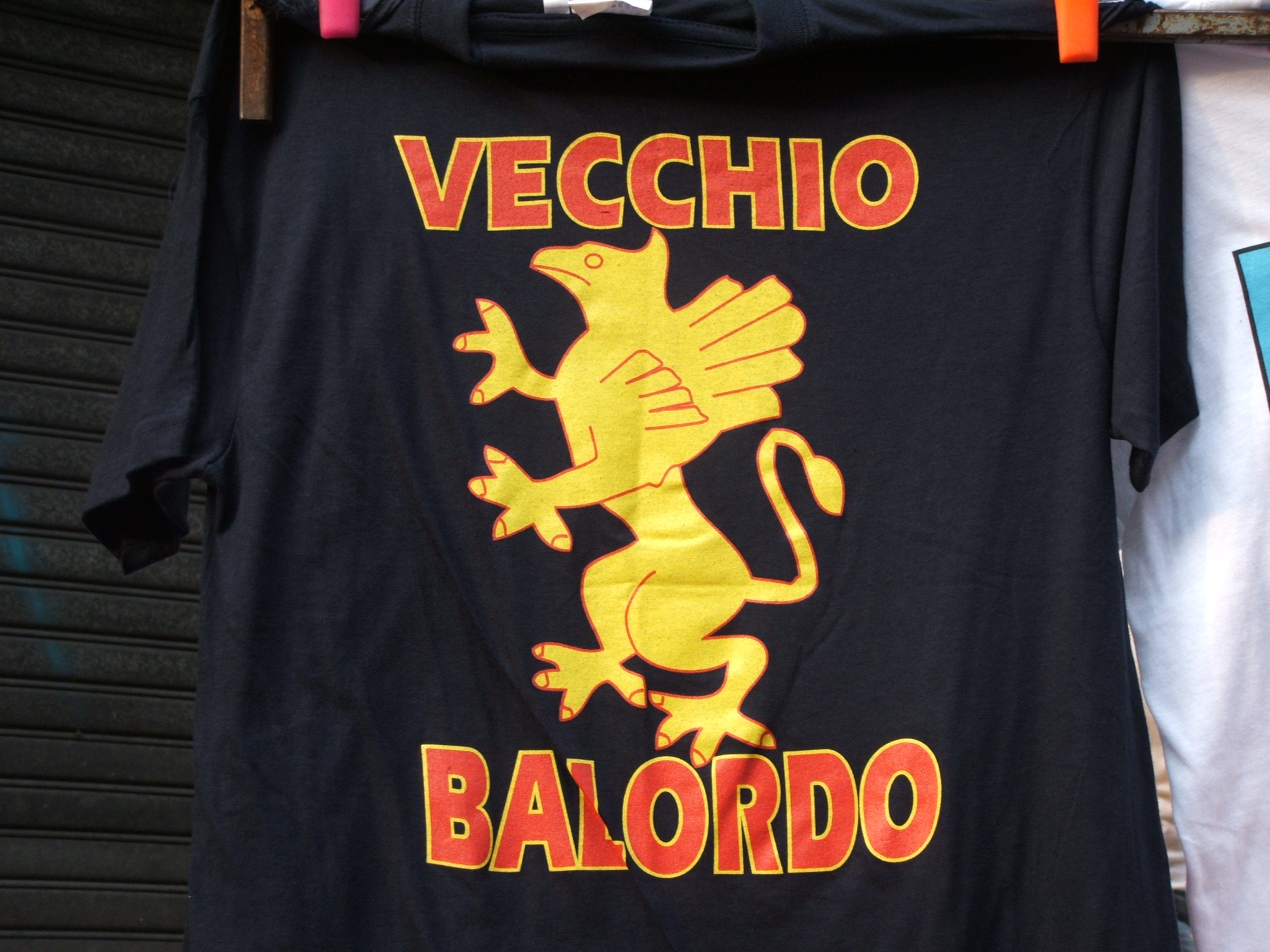
Фанатська футболка із зображенням грифона, символу «Дженоа».

Оскільки «Дженоа» було британським клубом, першими кольорами в історії були білі кольори збірної Англії з футболу. В 1899 році форма була змінена на біло-блакитні смуги; синій був обраний для зображення моря, оскільки Генуя є портовим містом. У 1901 році клуб остаточно зупинився на своїй найвідомішій червоно-синій футболці, поділеній вертикально навпіл, завдяки чому вони отримали прізвисько «россоблу» разом з «Болоньєю», «Кальярі» та багатьма іншими італійськими клубами, що використовують цю кольорову гамму.
Кілька років «Дженоа» не шила на футболках гравців жодного герба, а на документах та соціальних картках використовували герб міста. Символ, який вперше з'явився на футболках Генуї, схожий на той, що все ще використовується, але грифон був повернутий праворуч. Деякі суттєві зміни відбулися між 1920-ми і 1930-ми роками, за часів фашистського режиму (у цей період грифон тримав у руці фасції), а також у 1980-х роках, коли використовувалася червона голова грифона з синім тілом.
Іншим прізвиськом «Дженоа» є Il Grifone, що означає «грифон»; воно походить від герба міста Генуї. На гербі зображено двох золотих грифонів по обидва боки від Георгіївського хреста. Окрім того, що хрест присутній як на гербі, так і на прапорі міста Генуя, хрест нагадує про англійських засновників клубу. Святий Георгій також був покровителем колишньої Генуезької Республіки.
| 1893–98 | 1898–1901 | з 1901 |

Гімн «Дженоа» — Un Cantico per il mio Grifone , написаний П'єро Камподоніко та Джаном П'єро Ревербері в сезоні 1972/73 , який переміг у міському конкурсі.

### Офіційна назва клубу
- 1893—1899: Genoa Cricket and Athletic Club
- 1899—1928: Genoa Cricket and Football Club
- 1928—1935: Genova 1893 Circolo del Calcio
- 1935—1945: Associazione Calcio Genova 1893
- 1945—1967: Genoa Cricket and Football Club
- 1967—1998: Genoa 1893
- 1998—: Genoa Cricket and Football Club

## Вболівальники і суперництво

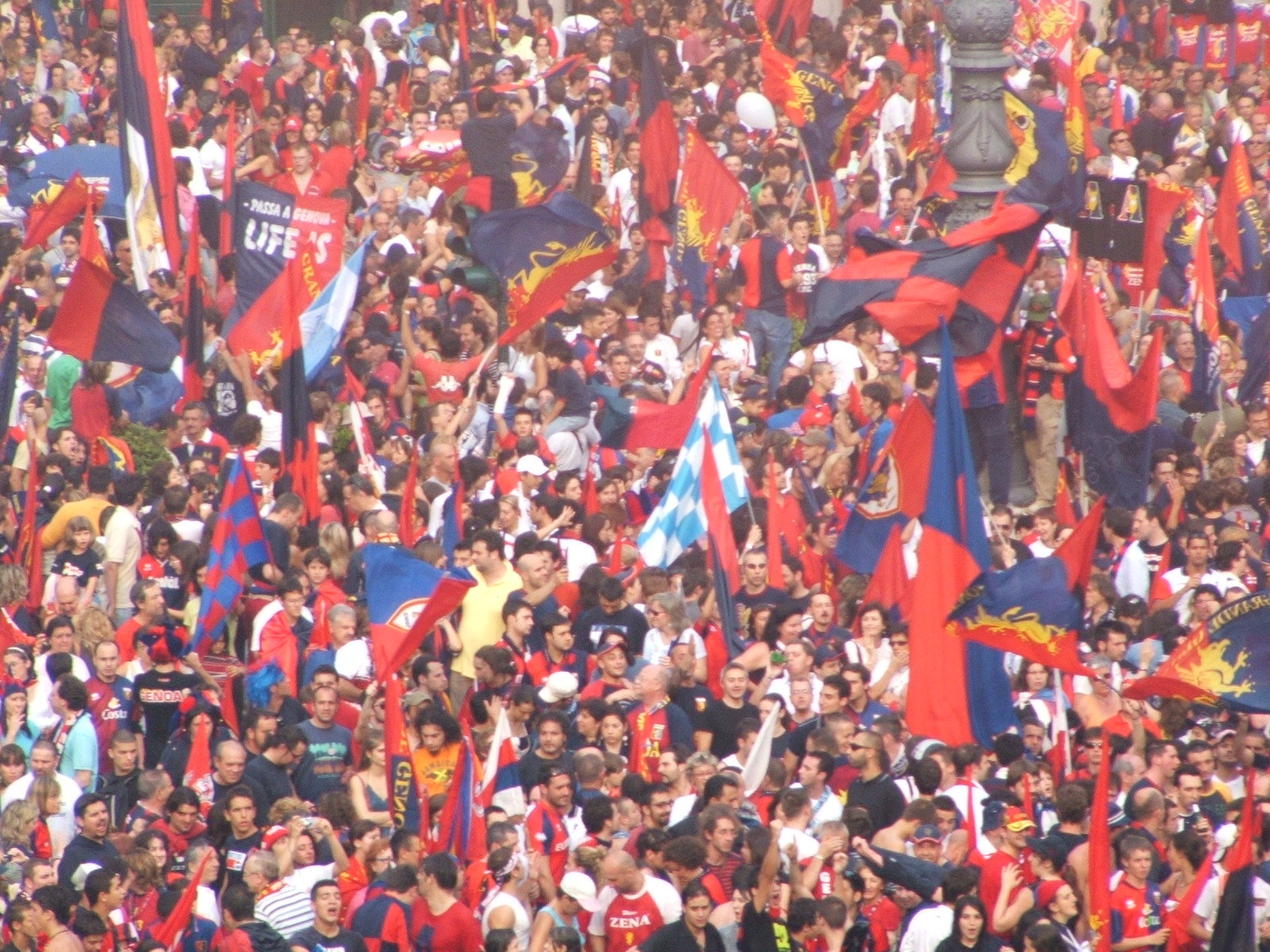
Вболівальники «Дженоа». 2007 рік.

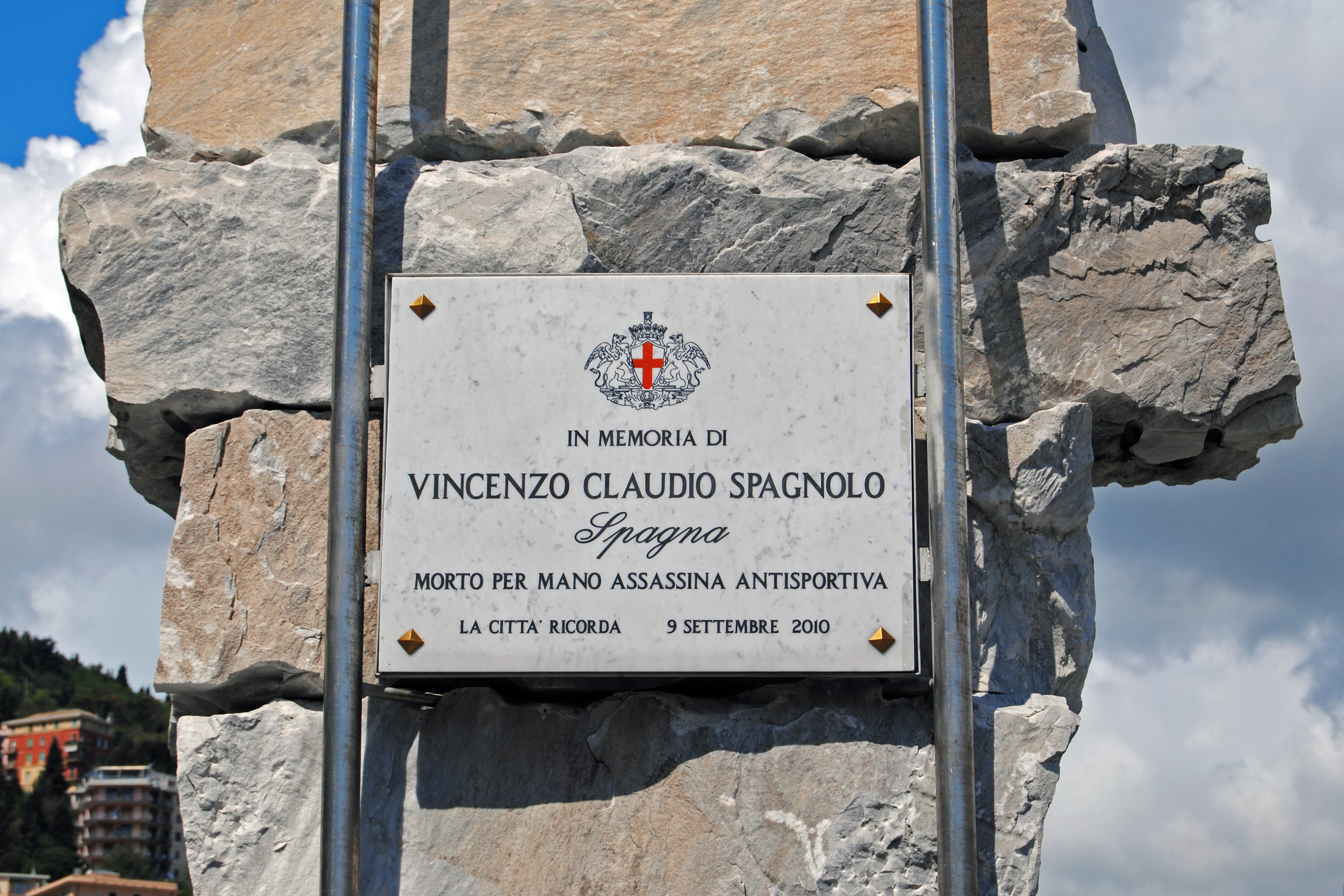
Монумент на честь вбитого вболівальника «Дженоа» Вінченцо Спаньйоло.

«Дженоа» має більшість своїх прихильників у Лігурії, однак клуб також має популярність в П'ємонті та Валле-д'Аоста. Морські традиції генуезців і присутність генуезьких громад у багатьох країнах зробили багато для поширення популярності клубу за межами Італії, і іммігранти заснували фан-клуби в Буенос-Айресі, Амстердамі, Токіо, Торонто, Нью-Йорку, Сан-Франциско, Барселоні, Ісландії та інших місцях.
Найбільш значущим і традиційним суперництвом для «Дженоа» є матчі з іншою командою міста, «Сампдорією». Це протистояння має назву Derby della Lanterna («Ліхтарне дербі»), що походить від символу Генуї — маяка Ла Лантерна (італ. Lanterna — ліхтар). Вболівальники «Дженоа» також мають ворожнечу із прихильниками «Мілану». 29 січня 1995 року зіткнення між фанами цих команд під час матчу Серії А призвело до смерті генуезця Вінченцо Спаньйоло, якого зарізав міланець Сімоне Барбалья. Зловмисник був членом неформальної групи футбольних хуліганів під назвою «The Barbour Ones», які зазвичай носили холодну зброю на матчі, що стало можливим завдяки слабким заходам безпеки того часу. На честь вболівальника клубом був організований спеціальний Трофей Спаньйоло.
В той же час вболівальники «Дженоа» мають давні дружні стосунки з «Наполі», що сягають останнього матчу сезону 1981/82 року, в якому неаполітанці зіграли внічию з генуезцями і допомогли останнім зберегти прописку в Серії А. Пізніше в останньому турі сезону 2006/07 «Дженоа» та «Наполі» знову зіграли внічию, завдяки чому обидві команди повернулися в Серію А. Вболівальників «Дженоа» можна було побачити з банерами «Benvenuto fratello napoletano», що означає «Ласкаво просимо, неаполітанський брат», а дві групи вболівальників відсвяткували разом у теплій манері.
З іншого боку, дружні стосунки з прихильниками «Роми», які виникли завдяки трансферу нападника Роберто Пруццо в 1979 році і тривали більшу частину 80-х, останніми роками трохи охололи, так само як і прихильні відносини з «Торіно» (які почались з моменту переходу Луїджі Мероні в кінці сезону 1963/64 і його трагічної загибелі 15 жовтня 1967 року), що погіршились після матчу «Торіно»-«Дженоа» в сезоні 2008/09. 24 травня 2009 року генуезці борючись за Лігу чемпіонів обіграли з рахунком 3:2 туринців, що значно вплинуло на виліт «Торіно» до серії B.

## Виступи в турнірах УЄФА

### Кубок УЄФА/Ліга Європи
| Сезон         | Раунд          | Суперник          | Вдома | В гостях | Загалом |
| ------------- | -------------- | ----------------- | ----- | -------- | ------- |
| 1991–92       | Перший раунд   | Реал Ов'єдо       | 3–1   | 0–1      | 3–2     |
| 1991–92       | Другий тур     | Динамо (Бухарест) | 3–1   | 2–2      | 5–3     |
| 1991–92       | Третій раунд   | Стяуа (Бухарест)  | 1–0   | 1–0      | 2–0     |
| 1991–92       | Чвертьфінал    | Ліверпуль         | 2–0   | 2–1      | 4–1     |
| 1991–92       | Півфінал       | Аякс (Амстердам)  | 2–3   | 1–1      | 3–4     |
| 2009–10       |                |                   |       |          |         |
| Раунд плей-оф | Оденсе         | 3–1               | 1–1   | 4–2      |         |
| Група В       | Валенсія       | 1–2               | 2–3   | 3-й      |         |
| Група В       | Лілль          | 3–2               | 0–3   | 3-й      |         |
| Група В       | Славія (Прага) | 2–0               | 0–0   | 3-й      |         |

## Досягнення
| Чемпіонат Італії: - Чемпіон (9): 1898, 1899, 1900, 1902, 1903, 1904, 1914/15, 1922/23, 1923/24 - Віцечемпіон (4): 1901, 1905, 1927/28, 1929/30 Кубок Італії: - Володар (1): 1936/37 - Фіналіст (1): 1939/40 Серія B: - Чемпіони (6): 1934/35, 1952/53, 1961/62, 1972/73, 1975/76, 1988/89 - Віцечемпіон (1):: 1980/81 Серія C / Серія C1: - Чемпіон (1): 1970/71 (група В) - Віцечемпіон (1): 2005/06 (група А) | Кубок УЄФА: - Півфіналіст (1): 1991/92 Кубок Мітропи: - Фіналіст (1): 1990 Кубок Альп: - Володар (2): 1962, 1964 Англо-італійський кубок : - Володар (1): 1996 | Молодіжний чемпіонат Італії: - Чемпіон (1): 2009/10 Молодіжний Кубок Італії: - Володар (1): 2008/09 Молодіжний Суперкубок Італії: - Володар (2): 2009, 2010 Турнір Віареджо: - Переможець (2): 1965, 2007 Юнацький чемпіонат Італії U-18: - Переможець (1): 2020/21 |

## Виробники форми і титульні спонсори
| Період    | Виробник форми | Титульний спонсор     | Титульний спонсор     |
| --------- | -------------- | --------------------- | --------------------- |
| 1978–1980 | Puma           | -                     | -                     |
| 1980–1981 | Mauri Sport    | -                     | -                     |
| 1981–1982 | Mauri Sport    | Seiko                 | Seiko                 |
| 1982–1983 | Adidas         | Seiko                 | Seiko                 |
| 1983–1984 | Adidas         | Elah                  | Elah                  |
| 1984–1985 | Adidas         | Carrera               | Carrera               |
| 1985–1988 | Adidas         | Levante Assicurazioni | Levante Assicurazioni |
| 1988–1989 | Erreà          | Levante Assicurazioni | Levante Assicurazioni |
| 1989–1992 | Erreà          | Mita                  | Mita                  |
| 1992–1994 | Erreà          | Saiwa                 | Saiwa                 |
| 1994–1995 | Erreà          | Kenwood               | Kenwood               |
| 1995–1996 | Erreà          | Giocheria             | Giocheria             |
| 1996–1997 | Erreà          | Santal                | Santal                |
| 1997–1998 | Erreà          | Costa Crociere        | Costa Crociere        |
| 1998–2000 | Kappa          | Festival Crociere     | Festival Crociere     |
| 2000–2001 | Kappa          | Nube che Corre        | Nube che Corre        |
| 2001–2003 | Erreà          | -                     | -                     |
| 2003–2005 | Erreà          | Costa Crociere        | Costa Crociere        |
| 2005–2007 | Erreà          | -                     | -                     |
| 2007–2008 | Erreà          | Eurobet               | Eurobet               |
| 2008–2009 | ASICS          | Eurobet               | Eurobet               |
| 2009–2010 | ASICS          | Gaudi                 | Gaudi                 |
| 2010–2012 | ASICS          | iZi Play              | iZi Play              |
| 2012–2014 | Lotto          | iZi Play              | iZi Play              |
| 2014–2015 | Lotto          | -                     | McVitie's             |
| 2015–2016 | Lotto          | -                     | AT. P.CO/LeasePlan    |
| 2016–2017 | Lotto          | Prénatal              | Zenitiva, LeasePlan   |
| 2017–2018 | Lotto          | Eviva                 | Zenitiva, LeasePlan   |
| 2018–2019 | Lotto          | Giocheria             | Zenitiva, LeasePlan   |
| 2019 —    | Kappa          | -                     | Zenitiva, LeasePlan   |

## Інші види спорту
Оскільки «Дженоа» є мультиспортивним клубом, у його складі є секції і з інших видів спорту.

### Жіночий футбол
Починаючи з 2015 року, дотримуючись зобов'язань, встановлених FIGC для команд, які беруть участь у чоловічих Серіях А та Серії B, «Дженоа» відкрила власну секцію жіночого футболу.
До 2019 року була активна лише молодіжна команда, але з сезону 2019/20 «Дженоа» сформувала дорослу жіночу команду, яка розпочала виступи у четвертому дивізіоні, а з 2020 стала виступати у Серії C.

### Крикет
У 2007 році з ініціативи деяких уболівальників «Дженоа» була відновлена секція з крикету «Genoa Cricket 1893», що існувала у 1893—1900 роках, яка в тому ж році дебютувала в Серії С чемпіонату Італії з крикету. З 2012 по 2014 рік команда грала у Серії А.

### Баскетбол
З 1945 по 1947 рік «Дженоа» (баскетбольний клуб) брала участь у чемпіонатах Італії з баскетболу серед жінок та чоловіків.

### Водне поло
З 1911 по 1922 рік «Дженоа» (ватерпольний клуб) брала участь у чемпіонаті Італії з водного поло, вигравши перші чотири чемпіонати Італії в 1912, 1913, 1914 і 1919 роках

### Кіберспорт
У 2020 році в «Дженоа» відкрилась секція з кіберспорту, яка в сезоні 2021 року виграла вступну eSerie A